# Extrema derecha

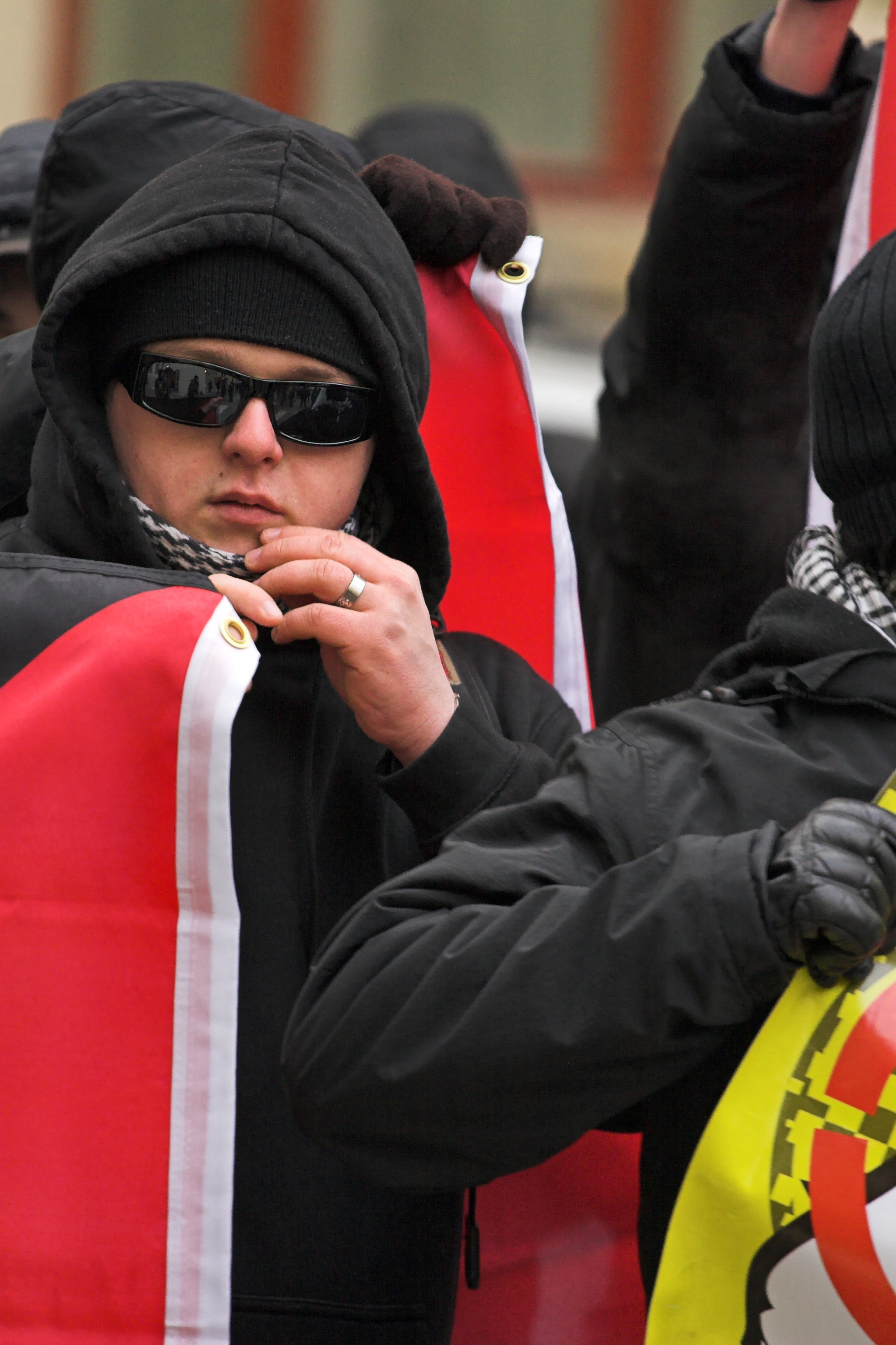
Manifestación política en Praga, convocada por grupos ultraderechistas antisemitas, 11 de enero de 2009

Extrema derecha, derecha radical o ultraderecha son términos políticos utilizados para describir movimientos o partidos políticos que promueven y sostienen posiciones o discursos ultraconservadores, ultranacionalistas y autoritarios considerados extremistas.
Utilizado para describir las experiencias del fascismo y el nazismo, hoy en día la política de extrema derecha incluye el neofascismo, el neonazismo, la derecha alternativa, el supremacismo blanco y otras ideologías u organizaciones que presentan aspectos xenófobos, racistas, homófobos, machistas, teocráticos o reaccionarios. La política de extrema derecha puede conducir a la opresión, la violencia política, la limpieza étnica o el genocidio contra grupos de personas en función de su supuesta inferioridad o su percepción de amenaza para el grupo étnico nativo, la nación, el estado, la religión o cultura dominante o instituciones sociales conservadoras.

## Historia
Las expresiones derecha o extrema derecha tienen su origen en el lugar donde se sentaban los diputados en el parlamento francés surgido tras la Revolución francesa: los monárquicos y los conservadores de la época se sentaban siempre en el lado derecho y los republicanos y liberales en el izquierdo. La extrema derecha se contrapone así a la izquierda radical, y es en cierto modo un movimiento antagónico a las ideas revolucionarias de la izquierda. Su origen ideológico reside en el pensamiento contrarrevolucionario conservador del francés Joseph de Maistre, quien, a partir de finales del siglo XVIII, reivindicaba la Edad Media como modelo, situando la ruptura en el fin del Antiguo Régimen con la Revolución de 1789, con una postura que se acercaba más al involucionismo político.

### Antes de la Segunda Guerra Mundial (hasta 1945)

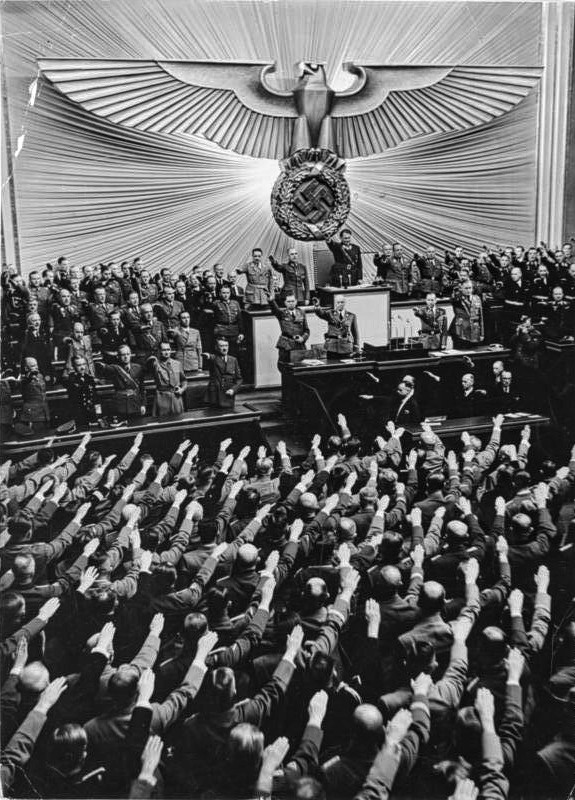
Sesión del Reichstag nazi presidida por Hermann Göring y con los diputados haciendo el saludo fascista al Führer Adolf Hitler (julio de 1940). La ideología de extrema derecha más importante es el fascismo, cuya versión más explícita y esencialmente antisemita y racista habría sido el nazismo.

En la primera mitad del siglo XX, el fascismo y nazismo protagonizaron trágicos episodios en Europa, pero acabaron siendo claramente derrotados en la Segunda Guerra Mundial. Las ideas que estos movimientos representaban han ido teniendo continuidad a lo largo del tiempo, como el Partido Nacionaldemócrata de Alemania (NPD), fundado en 1964 o Falange Española, partido sucesor del fundado en 1933 por José Antonio Primo de Rivera, este último con unas ideas basadas en el fascismo italiano de Benito Mussolini con ideas nacionalsindicalistas.
Así, se consideraron partidos de extrema derecha a aquellas formaciones políticas cuyo ideario estuviera vinculado ideológicamente con el fascismo a través de referencias a sus mitos y símbolos, además del seguimiento del programa fascista. También desarrollaron una activa labor de deslegitimación de la democracia mediante una oposición antisistema, aunque también se incluyen los grupos neonazis, cuya inspiración es la ideología nazi (contracción de la palabra alemana Nationalsozialistisch, que significa «nacionalsocialista»).

### Después de la Segunda Guerra Mundial (1945-actualidad)
El politólogo alemán Klaus von Beyme distinguió en 1988 tres olas en la historia de la ultraderecha después de la Segunda Guerra Mundial. Treinta años después el politólogo neerlandés Cas Mudde añadió una cuarta ola que se habría iniciado en el año 2000.

#### Primera ola (1945-1955): «neofascismo»
La primera ola de la ultraderecha comenzó en 1945 y terminó hacia 1955. Se caracterizó por la existencia de pequeños grupos que se mantuvieron leales a la causa fascista a pesar de la derrota. Estos grupos, llamados neofascistas (aunque nada tenían de nuevos, pues seguían fieles a la vieja ideología nazi o fascista), se situaron en los márgenes del sistema político y de la sociedad debido al consenso antifascista alcanzado tras el final de la Segunda Guerra Mundial (el nunca más), y se agruparon inicialmente en asociaciones de apoyo a los excombatientes de la Wehrmacht. Los que constituyeron partidos neofascistas (algunos de los cuales fueron prohibidos por los tribunales como el alemán Partido Socialista del Reich o el neerlandés Movimiento Social Europeo Nacional), o no concurrieron a las elecciones, o cuando lo hicieron obtuvieron un escasísimo apoyo. La excepción la constituyó el Movimiento Social Italiano (MSI, siglas también leídas como Mussolini Sei Immortale -Mussolini, eres inmortal-). Lo encabezaba Giorgio Almirante, un antiguo cargo del gobierno fascista, y consiguió entrar en 1948 en el Parlamento de la recién proclamada República italiana, que no abandonaría (al revalidar su representación en todos los comicios) hasta que en 1995 se transformó en la "post-fascista" Alianza Nacional.
Los partidos neofascistas europeos fundaron en 1951 el Movimiento Social Europeo, estimulados por el éxito del MSI italiano y en el que también participó el fascista británico Oswald Mosley (de la Unión Británica de Fascistas), pero fue una iniciativa que no tuvo ninguna repercusión, como tampoco la tuvo la propuesta del neofascista estadounidense Francis Parker Yockey de formar el Frente Europeo de Liberación en 1948. Fuera de Europa solo surgieron pequeños grupos neofascistas en Iberoamérica muy influidos por el régimen salazarista de Portugal y el régimen franquista de España.

#### Segunda ola (1955-1980): «populismo de derecha»

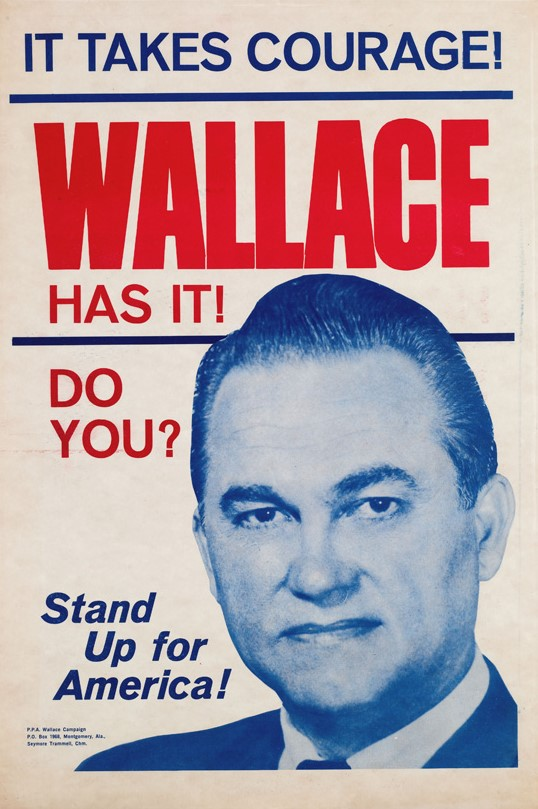
Cartel electoral del candidato racista George Wallace para las elecciones presidenciales de Estados Unidos de 1968. En el cartel se dice: "Se necesita coraje. ¡Wallace lo tiene! ¿Tú lo tienes? ¡Defiende a Estados Unidos!".

La segunda ola de la ultraderecha (1955-1980) se caracterizó por el predominio del populismo de derecha, que se definía por su oposición a las élites de la posguerra. El ejemplo más importante del populismo de derecha lo constituyó el poujadismo, por el nombre del líder de la Unión de Defensa de Comerciantes y Artesanos Pierre Poujade. A diferencia de los partidos neofascistas, el poujadismo no era abiertamente antidemocrático, aunque uno de sus rasgos era el antiparlamentarismo (Poujade llegó a decir que la Asamblea Nacional de Francia era "el burdel más grande de París"). En 1955 se convirtió en un movimiento de masas llegando a alcanzar los cuatrocientos mil miembros y logrando dos escaños en las elecciones francesas de 1956, uno de ellos ocupado por el líder de las Juventudes Poujadistas Jean-Marie Le Pen. Con el advenimiento de la Quinta República Francesa en 1958, el poujadismo desapareció. En otros países europeos también surgieron partidos populistas de derechas como el Partido del Progreso (Dinamarca), que en 1973 logró el 15,9 % de los votos, o el Partido del Progreso (Noruega), que no pasó del 5% de los votos. Ambos partidos defendieron el neoliberalismo económico, oponiéndose a los impuestos altos y al sector público (el partido danés llegó a pedir la supresión del presupuesto de defensa). En Estados Unidos el populismo de derecha estuvo representado por la John Birch Society, por el senador Joseph McCarthy, y por los candidatos a la presidencia Barry Goldwater y el racista George Wallace, este último al frente del Partido Independiente Americano (con conexiones con el Ku Klux Klan (KKK) y el Citizens' Council).
El neofacismo de la primera ola continuó estando presente durante la segunda ola en la escena política de los países occidentales, aunque sin abandonar la marginalidad. La excepción la constituyó en Europa el Partido Nacionaldemócrata de Alemania (NPD), fundado en 1964 por antiguos jerarcas nazis y que convirtió la oposición a la inmigración de origen no europeo en una de sus señas de identidad. Por las mismas fechas se fundó en Gran Bretaña el abiertamente racista Frente Nacional ("Alto a la inmigración" o "Hagamos Gran Bretaña grande de nuevo" eran algunos de sus lemas). Sin embargo, durante esta segunda ola, "las formaciones ultraderechistas no pasaban de ser un fenómeno político marginal. Los grupos neonazis apenas podían manifestarse por las calles sin ser detenidos y los partidos antiimigración no obtenían casi ningún apoyo electoral".

#### Tercera ola (1980-2000): «derecha radical populista»
Entre 1980 y 2000 se produjo la tercera ola de la ultraderecha, durante la cual los partidos europeos del populismo de derecha de la segunda ola fueron entrando en los parlamentos, especialmente durante la década de 1990 (años en los que alcanzaron un porcentaje medio de votos del 4,4 %, cuando en la década de 1980 apenas superaban el 2 %), y convirtiéndose para el final de la tercera ola en la ideología dominante de la extrema derecha. Su crecimiento se debió al aumento del desempleo provocado por las sucesivas crisis del petróleo de 1973 y 1979, y a los efectos del aumento de la inmigración. Los primeros en entrar en sus respectivos parlamentos fueron el flamenco Vlaams Blok en 1978, el Partido del Centro (Países Bajos) en 1982 (cuyo lema era "Los Países Bajos no son un país de inmigrantes. ¡Alto a la inmigración!") y el Frente Nacional (Francia) del antiguo poujadista Jean-Marie Le Pen en 1986 (que obtuvo el 9,6 % de los votos). Por otro lado, antiguos partidos conservadores tradicionales se transformaron en partidos de derecha radical, como el Partido de la Libertad de Austria (FPÖ) de Jörg Haider y el Partido Popular Suizo de Christoph Blocher. Tras las revoluciones de 1989 que provocaron la caída del comunismo en Europa Oriental, se formaron partidos de ultraderecha como el Partido Croata de los Derechos, el Partido Nacional Eslovaco o el Partido de la Gran Rumanía.

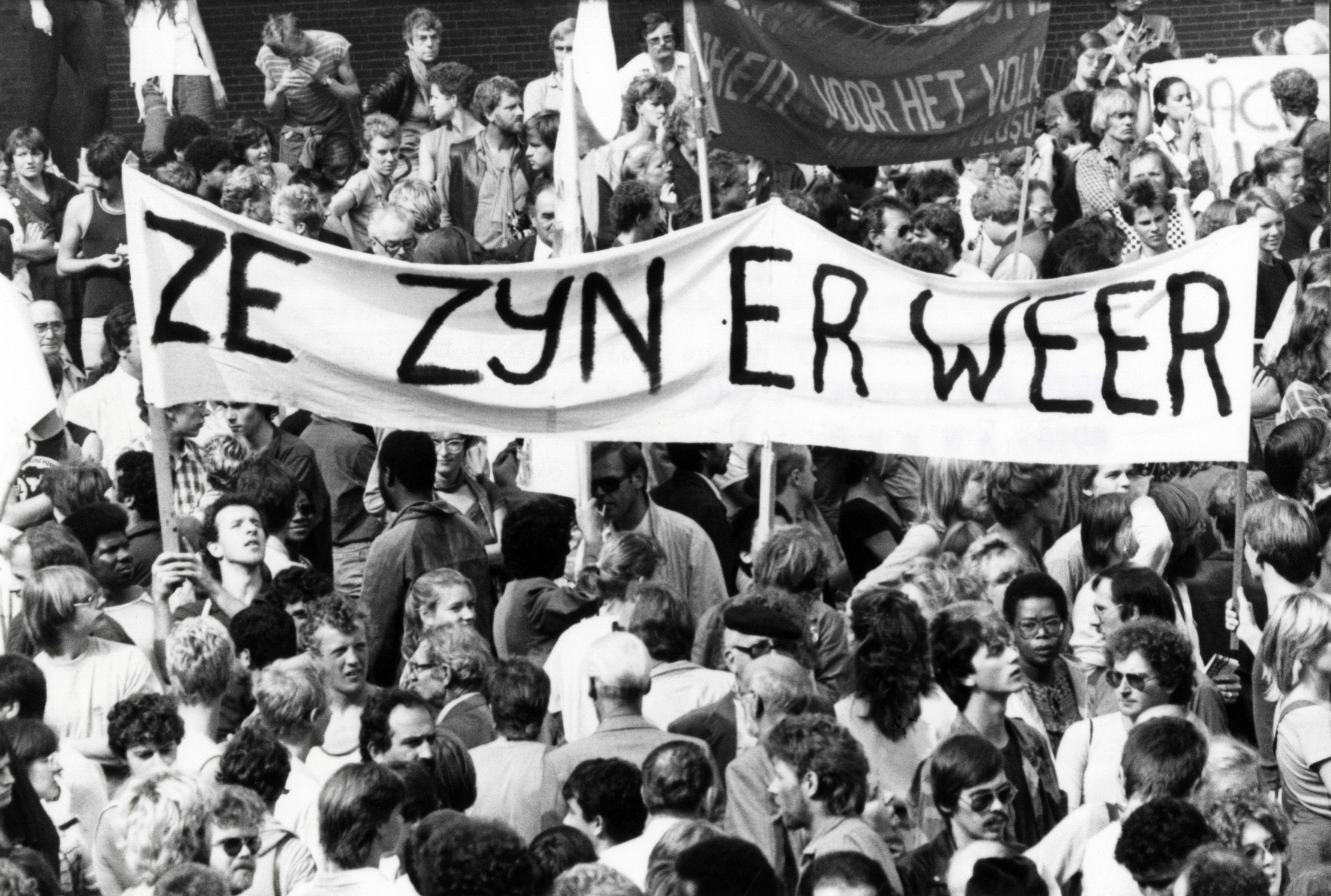
Manifestación ante el Parlamento de los Países Bajos en La Haya contra la entrada en el mismo del Partido del Centro de Hans Janmaat en 1982. En la pancarta se dice "Han vuelto".

Estos partidos se caracterizaban, además de por el populismo de derechas de la segunda ola, por el autoritarismo y el nativismo, por lo que se diferencian de la derecha populista de la segunda ola y se les conoce como derecha radical populista. "Criticaban a los inmigrantes y/o las minorías autóctonas [como los gitanos en el Este de Europa], así como a la élite europea y la nacional, al tiempo que se presentaban a sí mismos como la voz popular que decía lo que el pueblo piensa". Sin embargo, no lograron formar ninguna alianza internacional. Fuera de Europa, también creció la ultraderecha; en India, el Partido Popular Indio (BJP) se fundó en 1980, y en Australia, Pauline Hanson fundó en 1997 el One Nation Party. En Israel fueron prohibidos en 1994 los neofascistas Kach y su sucesor Kahane Chai del rabino Meir Kahane.
El crecimiento de la ultraderecha durante la tercera ola, en concreto de los partidos de derecha radical populista, fue respondido por la sociedad y por el resto de formaciones políticas, por lo que estos partidos continuaron relegados a los márgenes del sistema político. Por ejemplo, en 1982 hubo una gran manifestación en La Haya frente a la sede del Parlamento para protestar por la entrada en el mismo del ultraderechista Partido del Centro de Hans Janmaat. Los manifestantes portaban pancartas en las que se podía leer: "Han vuelto" o "El racismo es odio a las personas". En 2000 la entrada en el gobierno de Austria del ultraderechista FPÖ provocó protestas multitudinarias y un boicot de la comunidad internacional. Dos años después, cuando el líder del Frente Nacional Jean-Marie Le Pen alcanzó la segunda vuelta de las elecciones presidenciales de Francia de 2002, se produjo una enorme movilización a favor del otro candidato, el gaullista Jacques Chirac, que obtuvo más del 80 % de los votos.

#### Cuarta ola (2000-actualidad): «extrema derecha 2.0»
La cuarta ola de la ultraderecha se inició hacia el año 2000 y llega hasta la actualidad. El historiador italiano Steven Forti la caracteriza por el predominio de la nueva extrema derecha, a la que propone llamar extrema derecha 2.0, porque uno de sus principales rasgos es "su capacidad de utilizar las nuevas tecnologías, sobre todo en lo que respecta a la propaganda política". Esta nueva extrema derecha constituye un fenómeno político radicalmente nuevo, que no hay que confundir con el fascismo del periodo de entreguerras ni con el neofascismo de la segunda mitad del siglo XX, aunque esto no quiere decir que no represente una amenaza para la pervivencia de la democracia liberal.

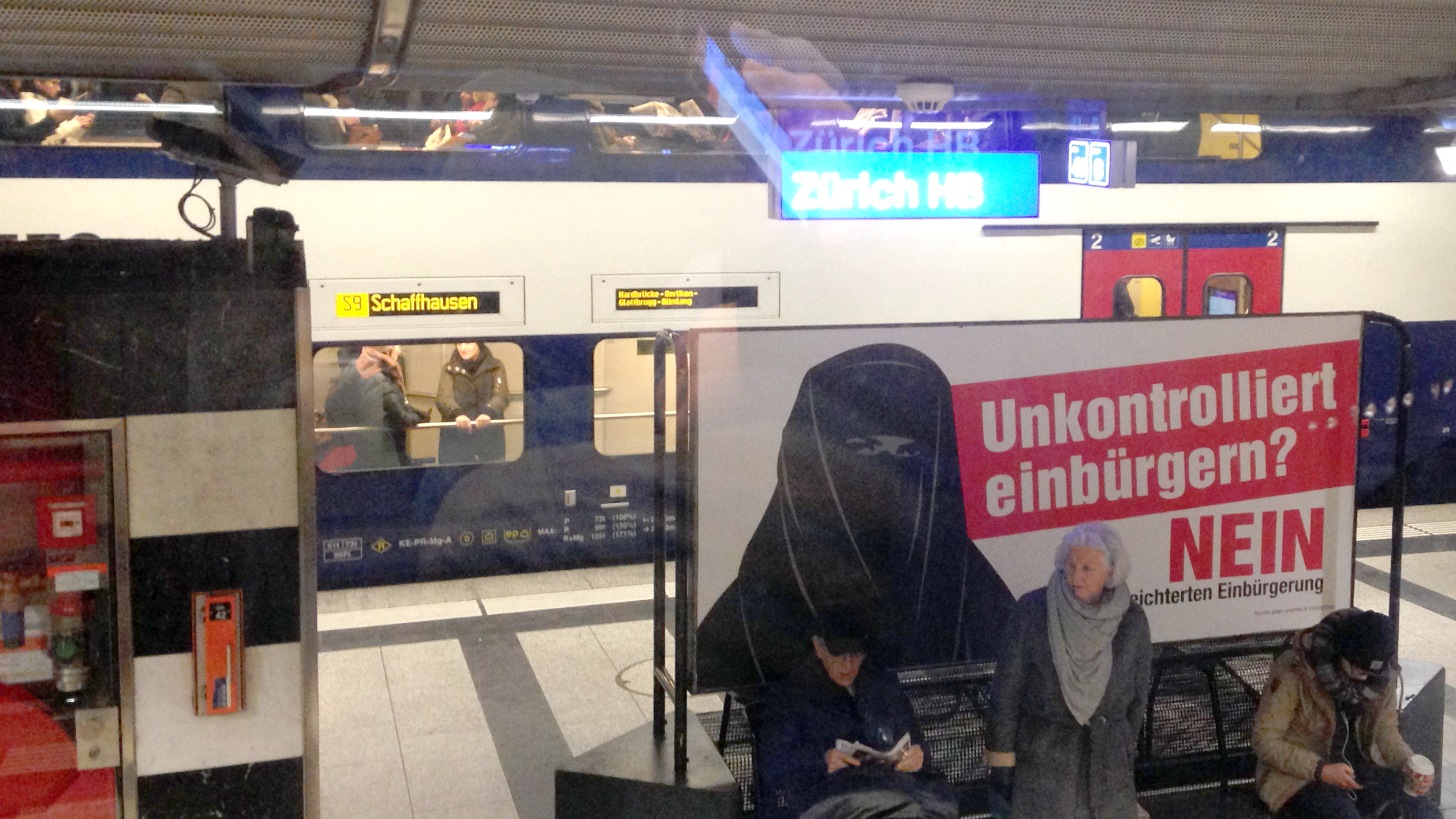
Cartel suizo (probablemente del partido de ultraderecha SVP) contra el islam y la naturalización de los inmigrantes: "¿Naturalizar incontroladamente? NO".

Forti incluye en esta macrocategoría a los partidos que integran los grupos Identidad y Democracia y Conservadores y Reformistas Europeos del Parlamento Europeo (el Frente Nacional/Agrupación nacional francesa, la Liga italiana, el Partido de la Libertad de Austria y el de Holanda, Hermanos de Italia, Vox, Chega!, Fidesz, Ley y Justicia, Alternativa para Alemania, el Partido Popular Danés, los Demócratas Suecos, Partido del Progreso noruego, el Partido de los Finlandeses, la Nueva Alianza Flamenca, Solución Griega, etc.), así como el Brexit Party, el trumpismo y el bolsonarismo.
Quedarían fuera de esta macrocategoría los grupos neofascistas y neonazis, "por la vinculación ideológica directa con el fascismo de entreguerras y por asumir la violencia como una herramienta imprescindible en su estrategia política"; así como los gobiernos (y los movimientos políticos que los respaldan) de Duterte en Filipinas, Modi en India, Erdogan en Turquía o Putin en Rusia, que Forti engloba dentro del autoritarismo competitivo ("regímenes que se basan en el recurso periódico a elecciones formalmente libres, pero cuya realización es fraudulenta"). En Iberoamérica, la ultraderecha suele compartir los objetivos de los partidos y grupos de derechas; proyectos que, a su vez, cuentan con el visto bueno y, en ocasiones, el apoyo, de Estados Unidos.
La principal diferencia de la cuarta ola respecto a las tres anteriores es que los partidos de ultraderecha han dejado de ser marginales. Los partidos tradicionales han empezado a adoptar algunos de sus postulados y a considerarlos posibles aliados en el gobierno o en la oposición, debido fundamentalmente a que la ultraderecha ha comenzado a tener un peso electoral y político cada vez mayor, incluso en países donde había tenido una escasa implantación. Otra de las características de la cuarta ola es la heterogeneidad de la ultraderecha, que incluye no solo a los predominantes partidos de derecha radical populista, sino también a partidos conservadores transformados en populistas (entre los que destacan el Fidesz húngaro y el PiS polaco, que han llegado a alcanzar el gobierno de sus respectivos países), y a partidos neofascistas como el griego Amanecer Dorado o el eslovaco Kotleba-Partido Popular Nuestra Eslovaquia.
También hay que señalar como otra característica específica de la cuarta ola la importancia cada vez mayor de los partidos de ultraderecha en la formación de gobiernos, apoyando a gobiernos en minoría (como el DF danés o el PVV neerlandés), formando parte de gobiernos de coalición (como el FPÖ en Austria, la Unión Nacional Ataque en Bulgaria, la Concentración Popular Ortodoxa en Grecia o la Liga en Italia), o incluso formando gobiernos en solitario, como el Fidesz en Hungría o el PiS en Polonia. Fuera de Europa, tres de las democracias más pobladas del planeta han estado o están gobernadas por líderes ultraderechistas: Narendra Modi del BJP en India, Jair Bolsonaro en Brasil y Donald Trump en Estados Unidos.
Por último, hay que destacar como característica de la cuarta ola que los partidos ultraderechistas han conseguido incluir sus temas en el debate público (la inmigración, la seguridad ciudadana, lo "políticamente correcto", la islamofobia, el "buenismo", el euroescepticismo, el terrorismo, etc.) y que la derecha tradicional ha asumido algunos de ellos en su agenda política. Lo mismo ha pasado con algunos de sus principios, como el nativismo, el populismo o el autoritarismo, llegando la derecha tradicional a aplicarlos cuando llegan al gobierno. Según Cas Mudde, "la desmarginación de la ultraderecha (en cuanto a su ideología, sus propuestas y su organización) característica de la cuarta ola ha hecho que las fronteras entre la derecha radical y la tradicional o convencional (y, en algunos casos, la izquierda, como ha sucedido en la República Checa o Dinamarca) se hayan vuelto cada vez más difíciles de establecer".
Una parte importante de la ultraderecha en Europa se caracteriza por un gran sentimiento euroescéptico y antiglobalización, y una fuerte oposición a la inmigración de forma nacionalista y, en ocasiones, xenófoba y racista. Igualmente tiende a tener una ideología conservadora, en sus vertientes nacionalista, liberal o social. La ultraderecha tiene una fuerte presencia en países como Países Bajos, Austria, Italia, Francia, Reino Unido, Suecia, Finlandia, Bélgica, Alemania, España o Grecia. Este crecimiento de la ultraderecha ha provocado una enorme preocupación por el recuerdo de los episodios de la primera mitad del siglo XX.
Las causas del auge de la extrema derecha en la cuarta ola

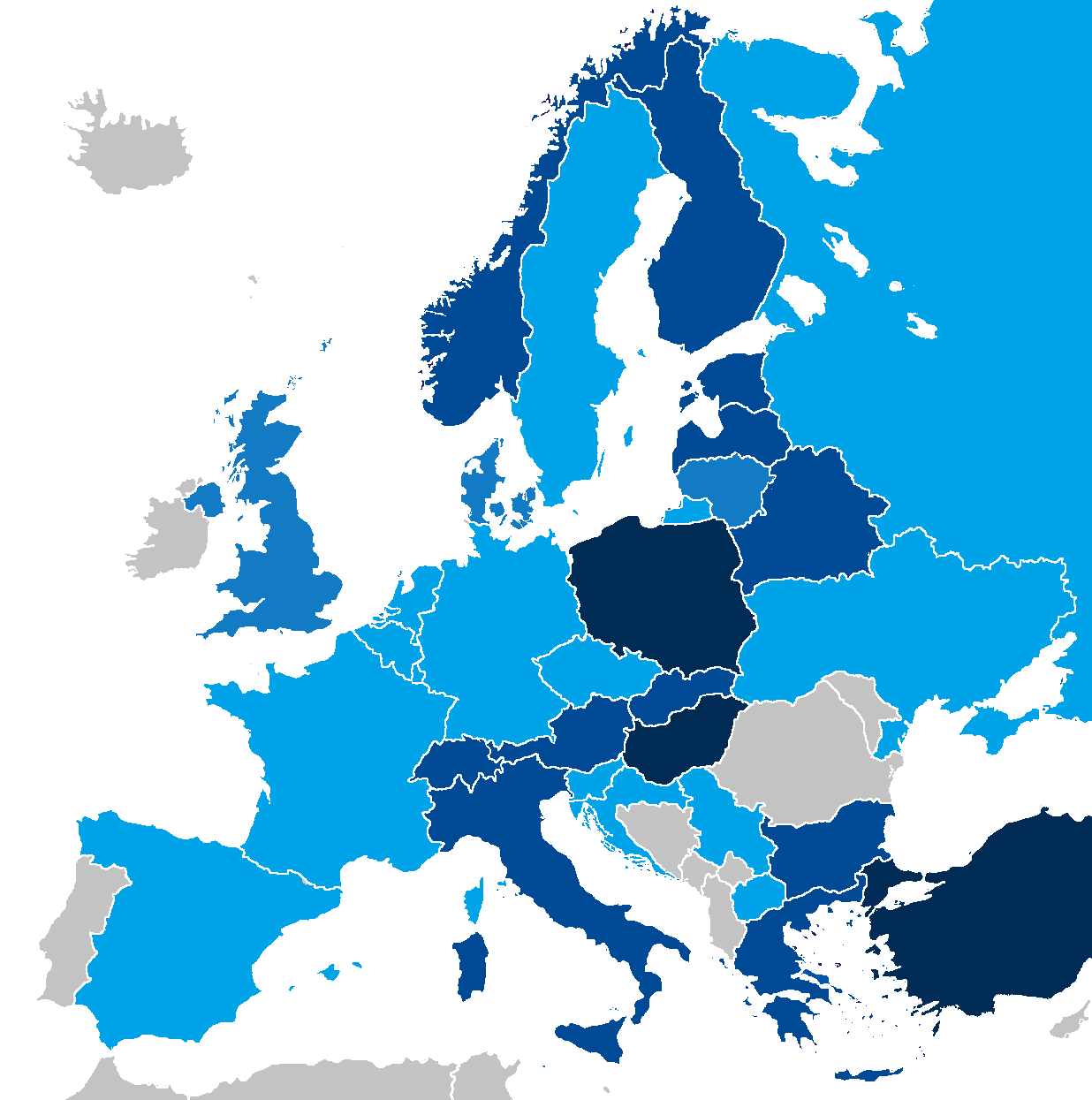
Parlamentos nacionales europeos con representantes de partidos de extrema derecha en 2018. En azul oscuro, los que forman parte del gobierno.

En la segunda década del siglo XXI los partidos de extrema derecha en Europa alcanzaron de media un 7,5 % de apoyo electoral (cuando veinte años antes era del 4 %), y algunos partidos consiguieron ser los más votados en sus respectivos países, como el DF danés, el Fidesz húngaro, el Frente Nacional francés, el PiS polaco o el SVP suizo.
El crecimiento de la ultraderecha en la cuarta ola se ha debido, según Cas Mudde, al impacto de tres crisis: el 11-S de 2001, la Gran Recesión de 2008 (causante de la creciente inseguridad con que los ciudadanos ven su futuro) y la crisis de los refugiados de 2015 (a la que Mudde concede especial relevancia, pues la considera el catalizador del proceso de desmarginación de la ultraderecha en Europa, ya que a partir de entonces "las manifestaciones antiinmigración se han convertido en habituales en las calles de muchas ciudades europeas importantes, y también la violencia ultraderechista contra antifascistas, inmigrantes, miembros de la comunidad LGTBQ y refugiados ha experimentado un notable incremento").
Steven Forti coincide con Mudde al señalar que las formaciones de la nueva extrema derecha "son hijas de este comienzo de principios del siglo XXI" caracterizado por "el miedo a los cambios rápidos que estamos viviendo (en el mundo del trabajo, las comunicaciones, la tecnología, etc.) [que] han conllevado una verdadera crisis cultural y de valores difícilmente comparable con épocas anteriores".
A unas conclusiones similares ha llegado la politóloga española Beatriz Acha, aunque reconoce que "no es fácil explicar el porqué del ascenso de la ultraderecha". Acha señala que ha crecido porque había "demandas [de los ciudadanos] no cubiertas por los partidos ya existentes" (más concretamente, cómo hacer frente al problema de la inmigración), un espacio político que los partidos de ultraderecha han sabido ocupar. "La convergencia hacia el centro del espacio competitivo de los partidos tradicionales, y, muy singularmente, la moderación de los partidos de derechas [por ejemplo, en materia de inmigración] suele actuar, así, como un buen catalizador del éxito de la ultraderecha". Pero también se produce la paradoja de que cuando, por el contrario, la derecha tradicional se radicaliza, abre la puerta a la legitimación de las políticas defendidas por la ultraderecha, y sus votantes potenciales pueden "preferir el original a la copia", según la célebre frase del líder histórico del Frente Nacional Jean-Marie Le Pen.
Beatriz Acha también se ocupa del votante-tipo de la ultraderecha, que se suele identificar con "los perdedores de la globalización". Así, su perfil sería un votante joven, varón, de clase trabajadora y de bajo o medio nivel educativo, y su voto sería más de protesta que ideológico. Pero cuando se habla de "perdedores", matiza Acha, no solo se incluyen los grupos sociales que han sido víctimas, o temen serlo, de los profundos cambios económicos, laborales y sociales que ha traído la globalización, sino también a aquellas personas que se sienten "perdedoras" de la modernización cultural. Es lo que Pippa Norris y Ronald Inglehart, citados por Acha, han llamado reacción cultural o cultural backlash: la reacción a "la silenciosa revolución en los valores culturales de décadas pasadas desde posiciones autoritarias exacerbadas por el empeoramiento de las condiciones económicas y el aumento de la diversidad social". La socióloga Arlie Russell Hochschild, citada también por Acha, lo ha explicado para el caso de la clase obrera blanca estadounidense que vive en comunidades racialmente homogéneas y que en 2016 votó mayoritariamente por Donald Trump: "Ellos también se sentían marginados en lo cultural: sus opiniones sobre el aborto, el matrimonio gay, los roles de género, la raza, las armas y la bandera confederada se ridiculizaban en los medios nacionales, que los consideraban atrasados. […] En lo económico, cultural, demográfico o político, uno se siente de pronto extraño en su propia tierra" (subrayado de Acha).

## Derecha radical en América Latina
El comportamiento de la derecha radical populista latinoamericana dista de encajar en los principios que Cas Mudde utiliza para describir a los gobiernos occidentales que se inclinan hacia este fenómeno. Una de las particularidades de este distanciamiento es explicada por el internacionalista Farid Kahhat, quien atribuye su auge en la región a los vestigios de los gobiernos de izquierda y, en particular, al marxismo. De ahí que uno de los puntos clave de la agenda ideológica de la derecha radical sea la batalla contra el "marxismo cultural". Desde la óptica de Ubilluz, el enlace entre los "revolucionarios" neoliberales y los "conservadores" evangélicos neopentecostales permite una conexión entre la derecha radical de Europa, Estados Unidos y América Latina, pues en esta última se apela al evangelio conservador para convocar a una población cristiana al "llamado a salvar una comunidad moral de una perversa 'ideología de género' impuesta por una élite progresista". Así, se trata de un grupo que se opone al avance comunista,  pues la ideología de género se cataloga también como marxismo cultural. En este sentido, "comunista" no solo se refiere a una amplia variedad de políticos de izquierda, sino también a feministas, ecologistas e incluso neoliberales que respaldan una agenda cultural progresista.
En adición, otra particularidad que explica este "desajuste conceptual" en torno al principio del nativismo es descrita por Zanotti. Mientras que en Estados Unidos y en Europa se pone en el foco del debate político interno sobre el flujo de inmigrantes, en Latinoamérica esto no es un tema frecuente y significativo. No obstante, el nativismo sigue siendo clave en el discurso de los partidos de extrema derecha. Pero parece estar discursivamente articulado de forma diferente al principio que esboza Mudde. Más bien, el otro son las poblaciones nativas, en tanto estas representan la parte marginal y retrograda del país, culpables de atentar contra el orden y el progreso de la sociedad. También, son las feministas y la comunidad LGBT. La razón recae en que, a diferencia de Occidente donde hay una mayoría blanca que se identifica con la nación y se opone a la "intrusión" de las minorías inmigrantes y las no blancas, en América Latina, los fenotipos son muy variados, es difícil hablar de una nación cohesionada. Para explicarlo mejor, Ubilluz sostiene que debería haber "indígena-mestizo empoderado que resista la inmigración de otras etnias" para hablar de nativismo, lo cual no ocurre.
|          | Occidente | América Latina |
| -------- | --- | --- |
| Discurso | Nativismo hace referencia a la exclusión de personas consideradas "no nativas" o extranjeras, como los inmigrantes. Se basa en la idea de preservar la homogeneidad nacional. | El nativismo no conlleva necesariamente una connotación fuerte de xenofobia o exclusión de inmigrantes, sino que se centra más en las poblaciones nativas o indígenas. Además, se dirige hacia grupos progresistas como feministas y la comunidad LGBT, considerándolos como amenazas a los valores tradicionales. |
| Amenaza  | Inmigración, especialmente de países musulmanes y de África, vista como una amenaza a la identidad nacional y hacia los valores tradicionales.                                | Movimientos y activismos de grupos indígenas, agendas progresistas en defensa de los derechos de minorías étnicas, mujeres y diversidad sexual. |

### Casos contemporáneos

#### Brasil: Jair Bolsonaro
Jair Bolsonaro es un representante del fenómeno de la derecha radical en Iberoamérica. En primer lugar, destaca por su enfoque autoritario, reflejado en su énfasis programático en cuestiones de seguridad. Zannoti, señala que su programa electoral concede una atención significativa, un 13,2%, a la categoría de orden y ley, respondiendo a la demanda de medidas más contundentes contra la delincuencia. En este sentido, Bolsonaro ha abogado por la liberalización del porte de armas de fuego para los ciudadanos civiles. En segundo lugar, se evidencia la dimensión populista. Tipismana destaca su discurso anti-establishment y anti-PT (Partido de los Trabajadores) que se agravó con la creciente polarización política e ideológica en Brasil, por el impeachment de Rousseff y el arresto de Lula en casos de corrupción como el de Petrobras y Lavajato. Esto ha ocasionado el colapso de la derecha moderada y el surgimiento de una derecha más radical y populista. En otras palabras, Bolsonaro capitalizó la insatisfacción con el establishment, coincidiendo con la crisis económica, política y el aumento de la violencia en el país.

###### El discurso nativista
El rechazo a los grupos progresistas ha de notarse en el discurso de Bolsonaro, atestado de expresiones denominadas como "misóginas" y "homofóbicas" por detractores. Así, como estrategia de campaña optó por convertirse a la religión evangélica. De esta forma, los templos evangélicos cumplen la función de unir a una población creyente y al mismo tiempo relegada por el estado para poner en agenda sus intereses y al mismo tiempo llevar una conducción moral por la defensa por los valores tradicionales, impulsando políticas conservadoras como "el rechazo a las diversidades sexuales promovidas por los colectivos LGBT+, la oposición a la legalización del aborto por parte de las mujeres y el total rechazo al "marxismo cultural".

#### Perú: Rafael López Aliaga
En primera instancia, Rafael López Aliaga se apoya del autoritarismo, el populismo antiélite y el ultraconservadurismo en temas de género y sexualidad para describir la derecha radical peruana. En este sentido, “López Aliaga se presenta como el candidato mesiánico que se opone a la élite, prometiendo derrotarla y cumplir la voluntad del pueblo”. Este posicionamiento populista surge de una actitud anti-establishment y antimedios de comunicación, respaldada por una perspectiva conspirativa del "nuevo orden mundial". En segundo lugar, en cuanto al principio del autoritarismo, López Aliaga ha logrado articular un mensaje que apela a aquellos que ven a la izquierda y a figuras como Pedro Castillo como una amenaza para el estilo de vida y los privilegios de clase en Lima y otras zonas urbanas. Su posición autoritaria y su nostalgia por regímenes pasados, generan afinidad entre aquellos que están desencantados con la inestabilidad política y anhelan un retorno al "orden".

##### El discurso nativista
La propuesta de Rafael López Aliaga respecto a la dimensión nativista es parcial, ya que canaliza a los adversarios de la nación en dos bandos: los inmigrantes, especialmente los de nacionalidad venezolana, y los grupos progresistas como las feministas y quienes apoyan la Educación Sexual Integral (ESI). De este modo, colectivos como "Con mis hijos no te metas" y "Frente Joven" han sido su principal base de apoyo electoral. Al igual que Jair Bolsonaro en Brasil, su estrategia de aliarse con grupos evangélicos, específicamente los neopentecostales, no solo busca sostener el discurso antiprogresista y la conservación de la familia tradicional, sino también llegar a zonas marginadas donde el Estado no tiene alcance. De esta forma, genera una cohesión social a favor de su partido.

## Ideología
Se ha señalado la dificultad de definir el vocablo «ultraderecha» porque las formaciones que la representan se definen mucho mejor por aquello que rechazan que por lo que proponen. «Más que ofrecer un programa los representantes de la extrema derecha se presentan como salvadores ante cualquier situación de crisis, real o inventada, y como la alternativa al supuesto fracaso del liberalismo y de la democracia», afirma José Luis Rodríguez Jiménez. Sin embargo, este mismo historiador español a pesar de la dificultad para delimitarla propuso en 1997 (antes de la eclosión de la «derecha radical populista») una definición de la extrema derecha que incluía los siguientes rasgos característicos: «el rechazo a la filosofía del derecho natural propagada por el mundo de la Ilustración, negando la noción de sociedad como suma de individuos en beneficio de su descripción como un todo orgánico»; «el temor a los cambios de mentalidad y a las transformaciones sociales y económicas (no en el caso del fascismo), el antipluralismo y el rechazo a la democracia»; «una visión providencialista y conspirativa de la historia»; «el ultranacionalismo y una insistencia reiterativa en la importancia de preservar la “identidad nacional”»; y la defensa de «una estructura social jerarquizada en la que desempeñan un papel de primer orden los líderes carismáticos y las minorías dirigentes, y [de] un modelo de organización política de tipo corporativo».
La expresión «extrema derecha» ha sido utilizada por diferentes estudiosos de manera un tanto contradictoria debido a las diferentes configuraciones ideológicas, al no existir un consenso sobre una ideología concreta que defina a todos los grupos enmarcados en la extrema derecha, especialmente si tenemos en cuenta las variaciones ideológicas sufridas a lo largo del tiempo. Así, en opinión del profesor mexicano Rodríguez Araujo, el término derecha «es también un concepto que ha variado según las tradiciones y el tipo de sociedad y de poder que se han defendido a lo largo de la historia. Muchas de las posiciones políticas que ahora consideramos de derecha fueron de izquierda en otro momento».
En consecuencia, podemos afirmar que no todos los grupos de extrema derecha comparten los mismos ideales, pero la mayoría tiene una visión del mundo conspirativa y ultranacionalista, que les permite recoger el voto de protesta contra las imperfecciones de la democracia parlamentaria representativa. Tienen en común al menos alguna de las siguientes características:

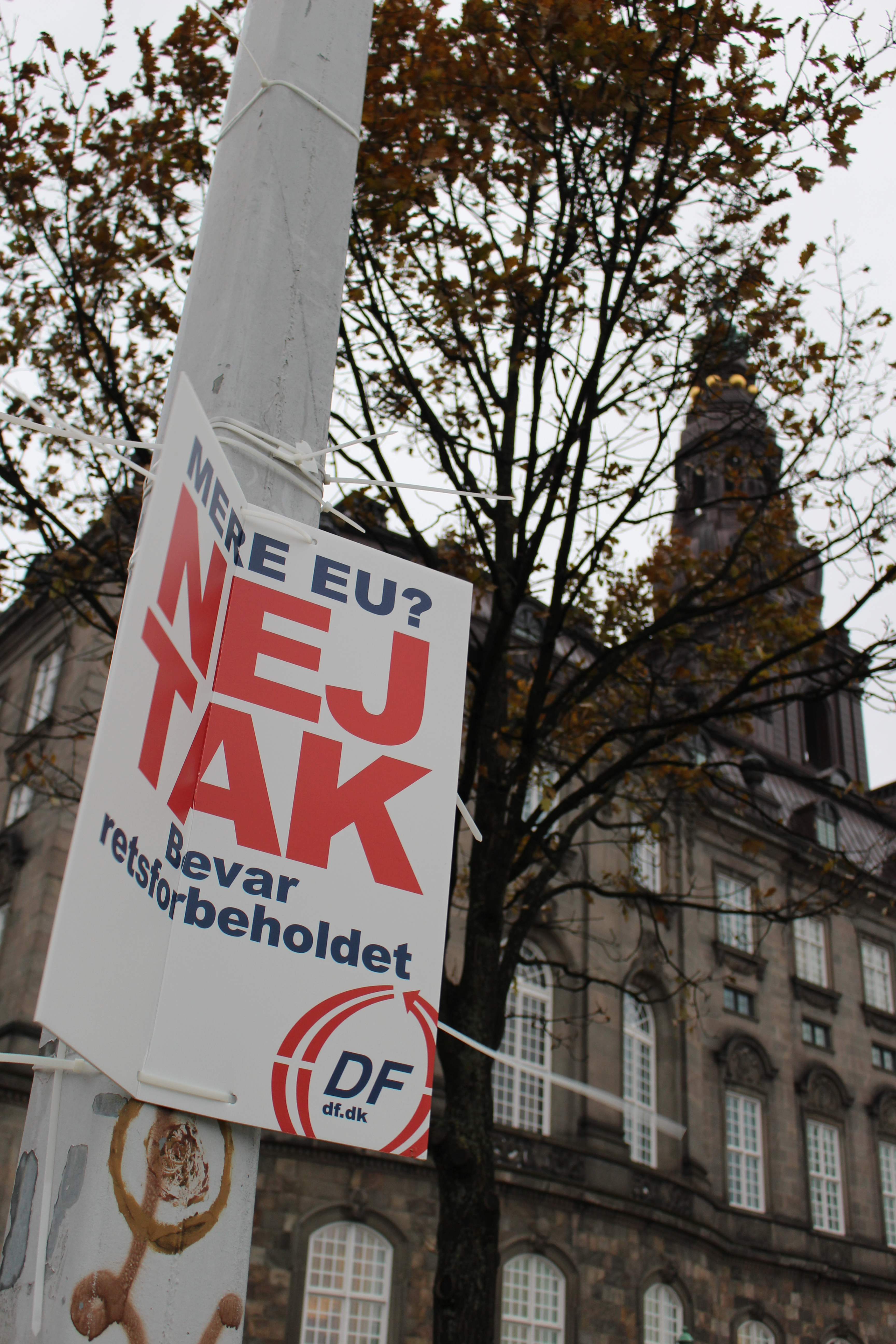
Cartel del Partido Popular Danés pidiendo el 'NO' en el Referéndum de 2015 en el que se dice: "¿Más UE? No, gracias".

- Nacionalismo: La idea nacional es una característica común a todos las ideologías de extrema derecha. La nación se concibe como una unión étnica frente al nacionalismo político de origen francés, aunque al mismo tiempo son las definiciones de nación las que, en ocasiones, separan a estos movimientos: por ejemplo, la extrema derecha española siempre estará enfrentada con su homóloga británica a causa de Gibraltar y estos últimos, a su vez, con los nacionalistas irlandeses a causa de Irlanda del Norte. Más allá, también tienen diferencias en su concepción de la realidad nacional. La Liga italiana, por ejemplo, busca la independencia de su región,[51] mientras la extrema derecha española busca la cohesión de su nación.[52]
- Proteccionismo: Históricamente, la extrema derecha tendió a ser proteccionista por su fuerte nacionalismo,[53] y por su oposición general al liberalismo y sus valores,[54] aunque hay que notar que no existe tendencia económica común a los distintos movimientos de extrema derecha. Por una parte, gobiernos de extrema derecha históricos como el nazismo y el fascismo practicaron una intervención corporativista del Estado en la economía,[55] mientras otros (como el franquismo) no tuvieron un programa definido y su política económica fue evolucionando en función de las circunstancias.[56] Por otra parte, es indudable que han existido gobiernos de extrema derecha que han aplicado recetas económicas liberales en lo económico (como el neoliberalismo pinochetista),[57] y que la tendencia neoliberal está claramente al alza en los movimientos de extrema derecha de principios del siglo XXI respecto al intervencionismo que solía defenderse históricamente.[53]
- Tradicionalismo: El papel de la religión en la ultraderecha es muy variado. La mayoría de las formaciones de la derecha radical populista europeas se definen a lo sumo como «cristianas» en un sentido cultural, es decir, consideran el cristianismo un elemento de la «cultura nacional», aunque hay partidos claramente confesionales como el Partido Popular Danés, Demócratas de Suecia o el FPÖ austríaco, y sobre todo el PiS de Polonia y los partidos ultraderechistas de los países de mayoría cristiano ortodoxa desde Rumanía a Rusia. En Estados Unidos también existe una vinculación estrecha entre ultraderecha y cristianismo ―Estados Unidos sería una «nación cristiana»―. Lo mismo ocurre en Brasil, donde Jair Bolsonaro se presentó a las elecciones con el eslogan «Brasil por encima de todo, y Dios por encima de todos nosotros»; en India, donde los partidos pro‘’hindutva’’ han llegado al gobierno; en Birmania, con el crecimiento de los grupos extremistas budistas como el Movimiento 969 o los seguidores del monje budista Ashin Wirathu, que han alentado los pogroms contra la minoría musulmana rohinyá; en el Estado de Israel, donde la ultraderecha aúna el nacionalismo étnico y el judaísmo, como en el caso de La Casa Judía, la Nueva Derecha y el aún más radical movimiento kahanista; en Turquía, con el Partido de Acción Nacionalista (MHP); o en Malasia, con la Organización Nacional de los Malayos Unidos. Sin embargo, dentro de la ultraderecha europea existen corrientes paganas y abiertamente anticristianas ligadas especialmente a la Nouvelle Droite de Alain de Benoist, que defiende la destrucción del cristianismo para crear un nuevo paganismo «indoeuropeo», y también las relacionadas con el wotanismo, que ha influido en el movimiento llamado de «Identidad Cristiana» o en el Movimiento de la Creatividad.[58] Por otro lado, la religión puede ser un nexo de unión para un grupo y a su vez puede ser motivo de enfrentamiento con un grupo de extrema derecha rival. Esto sucede, por ejemplo, en Irlanda del Norte, donde los nacionalistas católicos irlandeses se enfrentan a los unionistas protestantes británicos; ambos son grupos de extrema derecha porque comparten la característica de su nacionalismo (evidentemente, desde una perspectiva muy diferente) a diferencia de la extrema izquierda, que tiene una visión universal.[59]

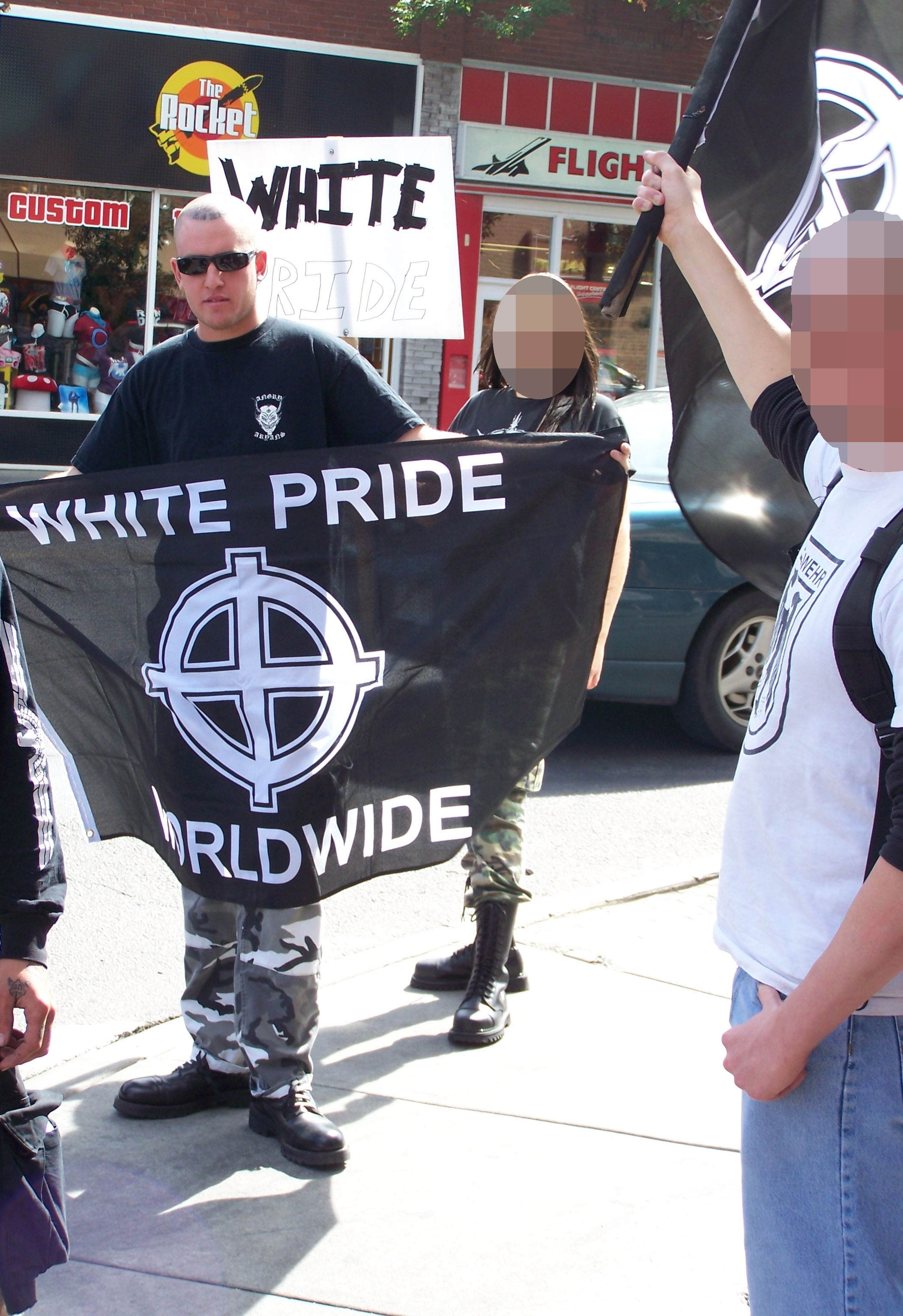
Miembros del grupo neonazi canadiense Aryan Guard en Calgary portando una bandera con el lema "White Pride Worldwide" ('Orgullo Blanco en todo el mundo') y la Cruz Celta (2009).

- Conservadurismo: Es un término que se usa para describir a aquellos conservadores que defienden promover la cultura y la identidad étnica nacional, como forma de promover el crecimiento de la sociedad. Existen grupos hegelianos que defienden que el orden instituido ha sido propuesto directamente por Dios y no se puede ni debe cambiar; por ello defenderán la forma de estado existente por el mero hecho de que es la que se ha impuesto. Además, hay una exaltación de los valores que se consideran adecuados para la sociedad. En general, son movimientos que se sirven de los símbolos para desarrollar su política. Suelen tener cierta tendencia militarista y de mantenimiento de los valores de la sociedad o una recuperación de estos. Las políticas nacionalistas y expansionistas son muy comunes, puesto que muestran el poder que ha alcanzado la propia nación frente al extranjero decadente.
- Anticomunismo: Es la oposición al comunismo y especialmente al marxismo. Ideológicamente se basa en el rechazo al concepto de materialismo histórico, y a la lucha y diferencia de clases propias de la sociedad civil.
- Xenofobia: Estos movimientos rechazan a los extranjeros, defendiendo la pureza nacional e incluso racial, a menudo culpándoles de hechos como el desempleo o la delincuencia.[60]

El politólogo neerlandés Cass Mudde, uno de los principales expertos sobre la ultraderecha —ha publicado artículos sobre el tema en los principales diarios de referencia como, por ejemplo, el que escribió para The Washington Post analizando el ascenso de la ultraderecha en las elecciones al Parlamento Europeo de 2014— ha propuesto diferenciar dentro de la ultraderecha (far right) los partidos de extrema derecha (extreme right) de los partidos de la derecha radical populista (populist radical right):
- Dentro de la extrema derecha (extreme right) se encuentran los partidos típicamente neofascistas que muestran un discurso clásico de la extrema derecha europea: antisemita, racista, antigitano, anticomunista y xenófobo, además de euroescéptico, islamófobo, homófobo y abogando por un nacionalismo étnico e irredentista, el supremacismo blanco y por los llamados «valores tradicionales», oponiéndose entonces a los derechos de las minorías sexuales y muchas reivindicaciones feministas. Estos partidos suelen ser también antiatlantistas siendo críticos de Estados Unidos y con posturas más prorrusas.[63] Aunque son casi todos antiislámicos, no son favorables a Israel y mantienen un discurso antisemita y antisionista. Muchos de estos partidos, además, derivan directa o indirectamente de los antiguos partidos fascistas de sus países cuya imagen histórica resaltan. Ejemplos de estos serían el Jobbik húngaro, Amanecer Dorado de Grecia, el Partido Nacional Británico, el Movimiento Social Italiano, el Partido Nacionaldemócrata de Alemania y Democracia Nacional de España, entre otros.
- Dentro de la derecha radical populista (populist radical right) se sitúan los partidos que defienden posturas euroescépticas y xenófobas, particularmente hacia los inmigrantes de religión musulmana y hacia el Islam en general, pero que en otros temas son más liberales, por ejemplo apoyando el matrimonio igualitario y varias causas feministas. Así mismo, no son antisemitas e incluso presentan un discurso pro-Israel[64][65][66] (y pro-Estados Unidos en su guerra contra el terrorismo). Fuera de su islamofobia, no muestran racismo o mensaje de odio hacia otros grupos étnicos o religiosos, e incluso en algunos casos deliberadamente hacen un discurso comparativo del islam con el nazismo,[67] etc. Este es el caso de partidos como el Partido por la Libertad neerlandés, el Partido del Progreso de Noruega, el Partido de la Libertad de Austria, el Vlaams Belang belga, Alternativa para Alemania y ciertas facciones del Frente Nacional francés. En este grupo de la derecha radical populista también se incluyen los partidos que intentan evitar (aunque en algunos casos de manera reciente) el discurso racista y antisemita, pero sin llegar del todo a apoyar a Israel o haciéndolo tímidamente, y sin respaldar posturas como los derechos de los homosexuales o el matrimonio entre personas del mismo sexo a diferencia de partidos eurófobos liberales, enfocándose principalmente en temas como el euroescepticismo y el combate a la inmigración (en general, no solamente la islámica). Ejemplos de estos serían el Frente Nacional francés, Partido Popular Danés, Partido Popular Suizo, Demócratas de Suecia, Concentración Popular Ortodoxa griega, el UKIP y Reform británico, Vox español, etc.

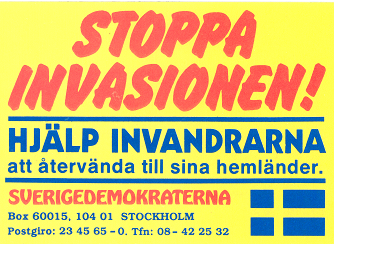
Cartel de los Demócratas de Suecia en el que se dice: "¡DETENED LA INVASIÓN!. AYUDA A LOS INMIGRANTES a regresar a sus países de origen". Un ejemplo del nativismo y de la xenofobia de la ultraderecha.

Las razones de estas diferencias son históricas y geográficas. Por un lado, muchos países de Europa Oriental (como Rumania, Hungría, Croacia, Alemania Oriental) pasaron tanto por dictaduras fascistas autóctonas como por regímenes comunistas donde se daba a menudo persecuciones antijudías. En estos países además de tener partidos que pueden derivar directamente de las agrupaciones tradicionales históricas del fascismo, el discurso «clásico» racial, nacionalista e irredentista no escandaliza tanto a la sociedad, y debido a que la cantidad de inmigrantes musulmanes es relativamente menor se requiere un nuevo «chivo expiatorio» (minorías como gitanos y judíos). Por el contrario en Europa Occidental, la mayoría de países no han tenido dictaduras fascistas y su principal contacto con el fascismo se dio durante la ocupación nazi, por lo que en muchos casos se enorgullecen de las luchas antinazis del pasado. Por ello, salvo excepciones, los partidos de ultraderecha de estas naciones dejan de lado ataques contra las pequeñas comunidades judías y se enfocan en el discurso antiislámico siendo la inmigración musulmana un problema mayor para muchos sectores de la ciudadanía e incluso comparan al islam con el nazismo, el Corán con Mein Kampf, etc., y el discurso racista se deja de lado (al punto de que personas de etnia negra o judía pueden pertenecer a estos partidos).

### Ultraderecha actual: la «derecha radical populista» o «extrema derecha 2.0»
Según la politóloga española Beatriz Acha, la ultraderecha actual atenta «contra los principios esenciales de la democracia y amenazan la paz y la cohesión social». Acha pone el ejemplo del Asalto al Capitolio de los Estados Unidos de 2021, que puso en evidencia el riesgo que supone la extrema derecha «para la supervivencia de las democracias». «El peligro para la democracia y sus instituciones, si acceden al poder [los partidos de ultraderecha], es real», concluye Beatriz Acha.
Muchos partidos políticos de ultraderecha adquieren unas posturas de defensa exacerbada de la identidad nacional y no abogan por el mantenimiento de las instituciones y las libertades democráticas. Otros dicen aceptar las normas democráticas y así lo perciben sus electores. Varios de los dirigentes de partidos de extrema derecha suelen negar tener algún tipo de relación con la ideología de tipo fascista. Sin embargo, «se encuentran incómodos en el marco de la democracia liberal. Aunque la respeten formalmente, no comulgan con algunos de los principios fundamentales que la sustentan, como la igualdad. De ahí que haya que ser cautos al considerarlos formaciones democráticas, pues defienden una ideología de la exclusión incompatible, incluso, con su versión meramente procedimental».
La extrema derecha ha experimentado un crecimiento en las últimas décadas (los partidos de ultraderecha han llegado a superar el umbral del 20% de los votos en algunos lugares). Las causas de este crecimiento relativo (y oscilante) son difíciles de delimitar porque, según Beatriz Acha, los partidos implicados «tratan de evitar su categorización como extremistas/radicales», «por su carácter ubicuo (pasa en todos los países, en distinta medida) y por la dificultad de acotarlo: ¿representan lo mismo Le Pen, Salvini o Wilders? ¿podemos compararlos con los partidos que gobiernan en países como Polonia o Hungría? ¿podemos incluir también en este grupo a líderes como Trump, Bolsonaro y Putin?».
En su análisis de la ultraderecha actual, el politólogo neerlandés Cas Mudde diferencia los términos ultraderecha (far right) y extrema derecha (extreme right). El término ultraderecha englobaría a todos los derechistas que son «antisistema», es decir, que son hostiles a la democracia liberal, mientras que la extrema derecha sería uno de los dos subgrupos en que Mudde divide a la ultraderecha y que estaría caracterizado por rechazar la esencia de la democracia, es decir, «la soberanía popular y el principio de la mayoría», y cuyo ejemplo más trágicamente famoso sería el fascismo. El otro subgrupo de la ultraderecha sería la derecha radical populista (populist radical right) que, a diferencia de la extrema derecha en la terminología de Mudde, acepta la esencia de la democracia, «pero se opone a elementos fundamentales de la democracia liberal, y de manera muy especial, a los derechos de las minorías, al Estado de derecho y a la separación de poderes». Este segundo subgrupo de la derecha radical populista (que el historiador italiano Steven Forti denomina «extrema derecha 2.0» por su «capacidad de utilizar las nuevas tecnologías, sobre todo en lo que respecta a la propaganda política») es el que, según Mudde, predomina en la ultraderecha del siglo XXI (dentro de lo que Mudde denomina cuarta ola de la ultraderecha iniciada en el año 2000 y que llega hasta nuestros días, y cuyos grandes «ejes temáticos» serían la inmigración, la seguridad, la corrupción y la política exterior, además de la cuestión del género). Así pues, la extrema derecha (extreme right) y la derecha radical populista (populist radical right), según Mudde, se distinguirían porque «mantienen posturas intrínsecamente diferentes respecto de la democracia».
Cas Mudde señala los siguientes componentes de la ideología de la ultraderecha actual:
- El nativismo, entendido como una combinación de nacionalismo y xenofobia, y cuyo ideal político sería la etnocracia ―y el monoculturalismo asociado a ella―. En algún caso el nativismo puede ir unido a una determinada religión como en la ideología “hindutva”. «Todas las ideologías de ultraderecha están construidas sobre una estricta contraposición entre nosotros y ellos, pero tanto ese "nosotros" como ese "ellos" pueden variar con el paso del tiempo. Los grupos cambian aquellos "otros" a quienes consideran una amenaza, pero, en ese proceso, no solo modifican el "ellos", sino que también transforman su "nosotros"».[79]

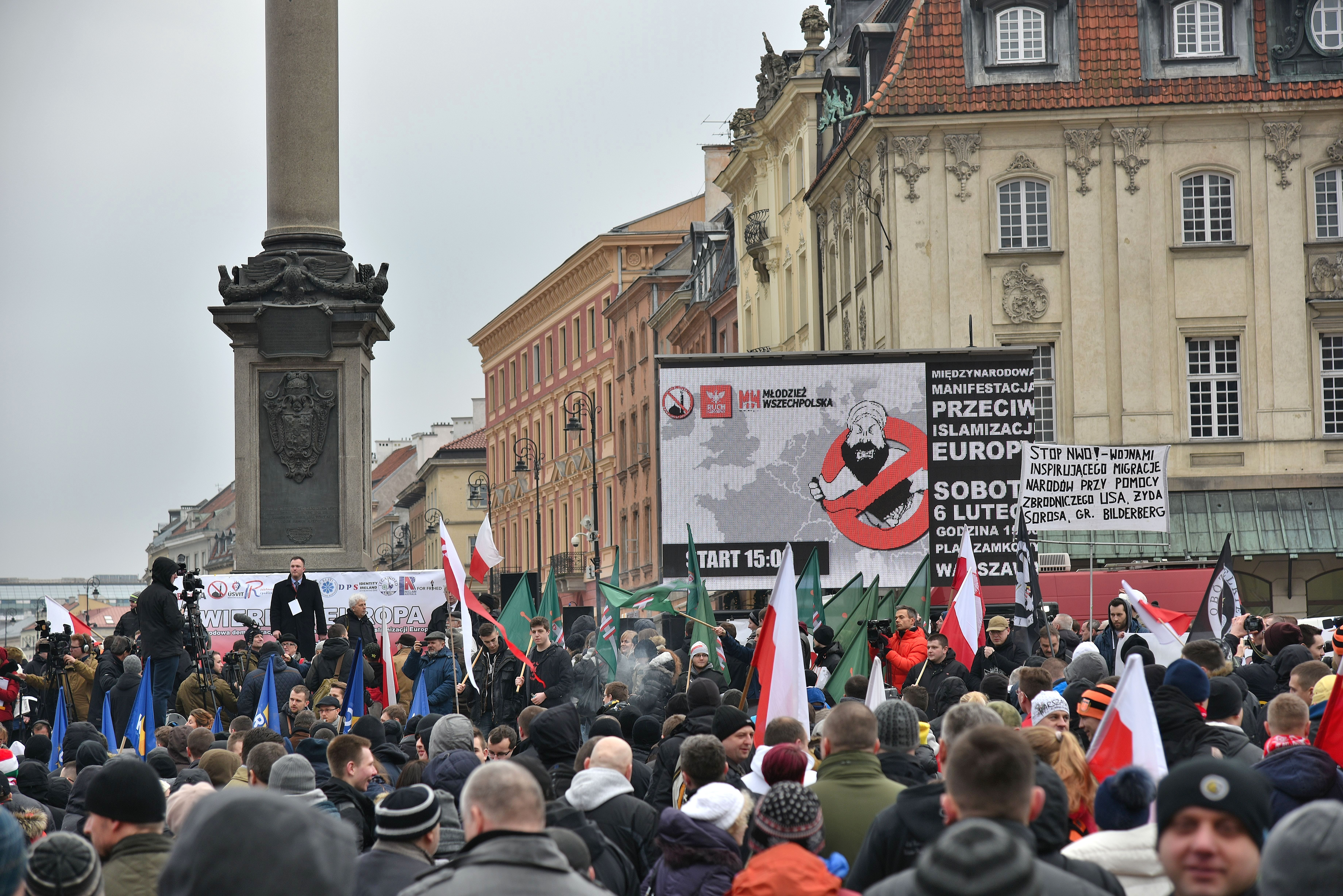
Manifestación islamofóba de 2016 en Varsovia, organizada por el partido ultracatólico y ultranacionalista polaco Movimiento Nacional junto a su organización juvenil Juventud de Toda Polonia. En el cartel del fondo se lee: «Contra la islamización de Europa».

- La islamofobia, que constituye «el prejuicio más definitorio de la ultraderecha» actual, en cuanto que confunde Islam con islamismo.
- El antisemitismo, aunque hay muchos partidos de ultraderecha, especialmente en Europa occidental, que no son antisemitas  e incluso algunos se manifiestan filosemitas en cuanto consideran a Israel un modelo de etnocracia y un aliado natural en la lucha contra el Islam.
- El etno-pluralismo, una nueva ideología definida por la Nouvelle Droite ―y cuyos oponentes lo consideran un «nuevo racismo»―, que «sostiene que las personas se dividen en grupos étnicos que son iguales en jerarquía, pero que deben mantenerse segregados unos de otros». Sin embargo, el racismo puro sigue presente entre la ultraderecha ―uno de los líderes del EKRE afirmó: «si eres negro, regresa a tu casa»; «quiero que Estonia sea un país blanco»―.
- El autoritarismo, entendiendo por tal, «la idea de una sociedad ordenada de forma estricta y en la que por tanto, la vulneración de las órdenes de la autoridad será castigada con dureza». Así, «los autoritarios conciben casi todos los “problemas”… desde una óptica esencialmente de orden público».
- El populismo, una ideología según la cual, «la sociedad está separada en último término en dos grupos homogéneos y antagónicos, que son el pueblo puro y la élite corrupta, y desde la que se defiende también que la política debería ser una expresión de la ‘’volonté générale” (voluntad general) del pueblo».

Steven Forti coincide casi completamente con Mudde en los rasgos ideológicos que caracterizan a la derecha radical populista, que Forti prefiere llamar «extrema derecha 2.0» por su «capacidad de utilizar las nuevas tecnologías, sobre todo en lo que respecta a la propaganda política». Forti no incluye el populismo, aunque reconoce que utiliza «las herramientas populistas».

Todas las formaciones de la extrema derecha 2.0 tienen de hecho unos mínimos comunes denominadores. Entre estos, podemos mencionar un marcado nacionalismo, el identitarismo o el nativismo, la recuperación de la soberanía nacional, una crítica profunda al multilateralismo —y en Europa, un alto grado de euroescepticismo—, la defensa de los valores conservadores, la defensa de la ley y el orden, la islamofobia, la condena de la inmigración tachada de "invasión", la crítica al multiculturalismo y a las sociedades abiertas, el antiintelectualismo y la toma de distancia formal de las pasadas experiencias del fascismo.

Steven Forti propone añadir otras tres características (partiendo de la idea de que «la ultraderecha se propone socavar la cualidad del debate público, promover percepciones erróneas, formentar una mayor hostilidad y erosionar la confianza en la democracia, el periodismo y las instituciones. Lo que le permitirá tener el terreno mucho más abonado para la siguiente competición electoral»):
- El objetivo de polarizar a la sociedad marcando el debate político con «temas divisivos» con la finalidad de «escorar hacia la ultraderecha la opinión pública» (en este punto tienen especial relevancia las guerras culturales, estrategia en la que la ultraderecha actual sigue la estela de la Nouvelle Droite de Alain de Benoist).[81] Para ello la nueva extrema derecha recurre con frecuencia a las fake news, a la posverdad —el ultraderechista ruso Aleksandr Duguin ha afirmado: «la verdad es una cuestión de creencia [...] los hechos no existen»—,[82] y además muestra una actitud que es percibida por muchos de sus seguidores como rebelde e incluso antisistema en cuanto que cuestiona lo «políticamente correcto» ―la «dictadura progre», según el líder de Vox Santiago Abascal― y hace suyas de forma provocadora y parasitaria batallas de la izquierda, como lo demostrarían fenómenos como el homonacionalismo o el ecofascismo. El político argentino Álvaro Zicarelli ha llegado a afirmar: «Hoy ser revolucionario es ser derechas».[83]

- El «exacerbado tacticismo: lanzan continuamente globos sonda en el debate público para ver si tienen recorrido y pueden cambiar de postura sobre temas cruciales en poco tiempo» (como por ejemplo el Frente Nacional o la Liga italiana que comenzaron rechazando el euro y la Unión Europea para acabar aceptándolos aunque sin abandonar su euroescepticismo), sin importarles incurrir en contradicciones (como Vox o la Liga que al principio de la pandemia del COVID-19 pidieron medidas más restrictivas a sus gobiernos y luego los tacharon de autoritarios cuando las adoptaron) ya que no les supone una disminución de su apoyo electoral. Por otro lado, cuando observan que una propuesta suya no cuenta con el respaldo de su electorado potencial ―y por tanto no polariza a la sociedad― la retiran, como sucedió en el caso de Vox cuando en 2019 propuso la liberalización de la venta de armas para que cada español pudiera disponer de una para autoprotegerse y luego se olvidó del asunto.[84]

- La crítica de la democracia liberal a la que las formaciones de extrema derecha tachan de no democrática por no responder, según ellos, a la «voluntad del pueblo». Por ello cuestionan, entre otros elementos propios de la democracia, la separación de poderes o el respeto a los derechos de las minorías. Su modelo sería la «democracia iliberal», cuya plasmación más acabada sería la Hungría de Viktor Orbán, «el único modelo exitoso al cual todas las formaciones ultraderechistas ―aún más en países miembros de la Unión Europea y la OTAN― pueden mirar», como sería el caso de la Polonia del PiS. No es casualidad que  el ultraderechista estadounidense Steve Bannon haya aclamado a Orbán como «Trump antes de Trump».[85]

La politóloga española Beatriz Acha coincide con Mudde y con Forti en los rasgos que definen la ideología de la ultraderecha actual: «el término genérico de “ultraderecha” designa a formaciones que defienden temas como el rechazo a la inmigración y al proceso de construcción europea, el ultranacionalismo, la ley y el orden, la familia tradicional, y otros en los que podrían acercarse a las posiciones de partidos conservadores pero que en ellos siempre son mucho más radicales y extremas; y que, a diferencia de estos, mantienen posiciones mucho menos definidas ―si es que las tienen― en materia económica». De estos rasgos Acha destaca tres:
- «La obsesión antiinmigratoria», ya que la inmigración es percibida como una amenaza a la identidad nacional y a la seguridad lo que conlleva el rechazo radical al multiculturalismo y la adopción de posiciones propias del racismo cultural (por ejemplo, el Partido por la Libertad, ha afirmado en su programa electoral: «Millones de holandeses han tenido ya suficiente de la islamización de nuestro país. Suficiente de la inmigración masiva y el asilo, el terror, la violencia y la inseguridad. Éste es nuestro plan… queremos gastar el dinero en el holandés común, en el ciudadano de a pie»; Alternativa por Alemania, por su parte, ha propuesto expulsar a los «extranjeros» de los que se «sospeche» que pertenecen a la «criminalidad organizada»).
- El «ultranacionalismo extremo, orgánico, holístico» «de carácter antidemocrático y etnocéntrico» que «se reviste de un tono especialmente agresivo». De ahí su defensa de la «preferencia nacional», el empeño por sustituir el derecho de suelo por el ius sanguinis y la propuesta de endurecer los trámites para la obtención de la nacionalidad y el asilo y la política migratoria en general. Otra consecuencia del ultranacionalismo, para los partidos de extrema derecha europeos, es la hostilidad al proceso de construcción europea ya que la pérdida de soberanía que implica la pertenencia a la Unión Europea «choca frontalmente con su defensa de la identidad/soberanía nacional». La hostilidad, que ha oscilado entre el euroescepticismo suave y la rabiosa eurofobia, ha aumentado tras la crisis migratoria de 2015 en Europa y el éxito del Brexit.
- «La defensa de la ley y el orden». «El endurecimiento de las penas a criminales, el establecimiento de la pena de muerte o el aumento de los recursos policiales para reforzar la seguridad ciudadana son temas recurrentes en sus discursos».

Como Forti, Beatriz Acha también añade a los rasgos propuestos por Mude la crítica a la democracia liberal. «Cierto es que la mayoría de ellos no aboga por recurrir a la violencia para subvertir los regímenes democráticos. Ahora bien, como los propios expertos reconocen, se encuentran incómodos en el marco de la democracia liberal. Aunque la respeten formalmente, no comulgan con algunos de los principios que la sustentan, como la igualdad. De ahí que haya que ser cautos al considerarlos formaciones democráticas, pues defienden una ideología de la exclusión incompatible, incluso, con su versión meramente procedimental».
También coincide con Forti en no considerar el populismo como un rasgo esencial de la ultraderecha y además advierte —en lo que vuelve a estar de acuerdo con Forti— que «el concepto de populismo aplicado a la ultraderecha dificulta a veces su análisis, por su imprecisión y amplia extensión (se aplica a muchos otros partidos)». Y añade que «puede conferir cierta legitimidad a los partidos de ultraderecha, cuando no una imagen de moderación. Prueba de esto es que los propios ultraderechistas aceptan de buen grado esta denominación (mientras rechazan violentamente la de "extremistas" o "ultras")». Acha pone el ejemplo de Jörg Haider, primer líder del FPÖ austríaco, cuando manifestó:

Visto así somos populistas, porque pensamos con la cabeza del ciudadano, porque luchamos por la aprobación del ciudadano, porque no nos fiamos, como hacen los viejos partidos, de la presión que ejercen el poder y la comodidad, que convierten en manejable al ciudadano.

### Agenda política de la ultraderecha actual
En cuanto a los temas que forman parte de la agenda política de la ultraderecha Cas Mudde afirma que hasta el año 2000 aparecía únicamente la inmigración, pero con el auge de la derecha radical populista han aparecido otros cuatro temas que se han sumado a aquel: la seguridad, la corrupción, la política exterior y la cuestión de género. Steven Forti añade un quinto tema: la economía. Por su parte, Beatriz Acha considera la inmigración como el tema central de la ultraderecha ya que «constituye el agravio fundamental sobre el que movilizan a sus votantes» y además «resulta ser un tema transversal que se vincula a muchos otros», como la seguridad tanto interna (el aumento de la criminalidad en las calles) como externa (la amenaza del terrorismo islámico).

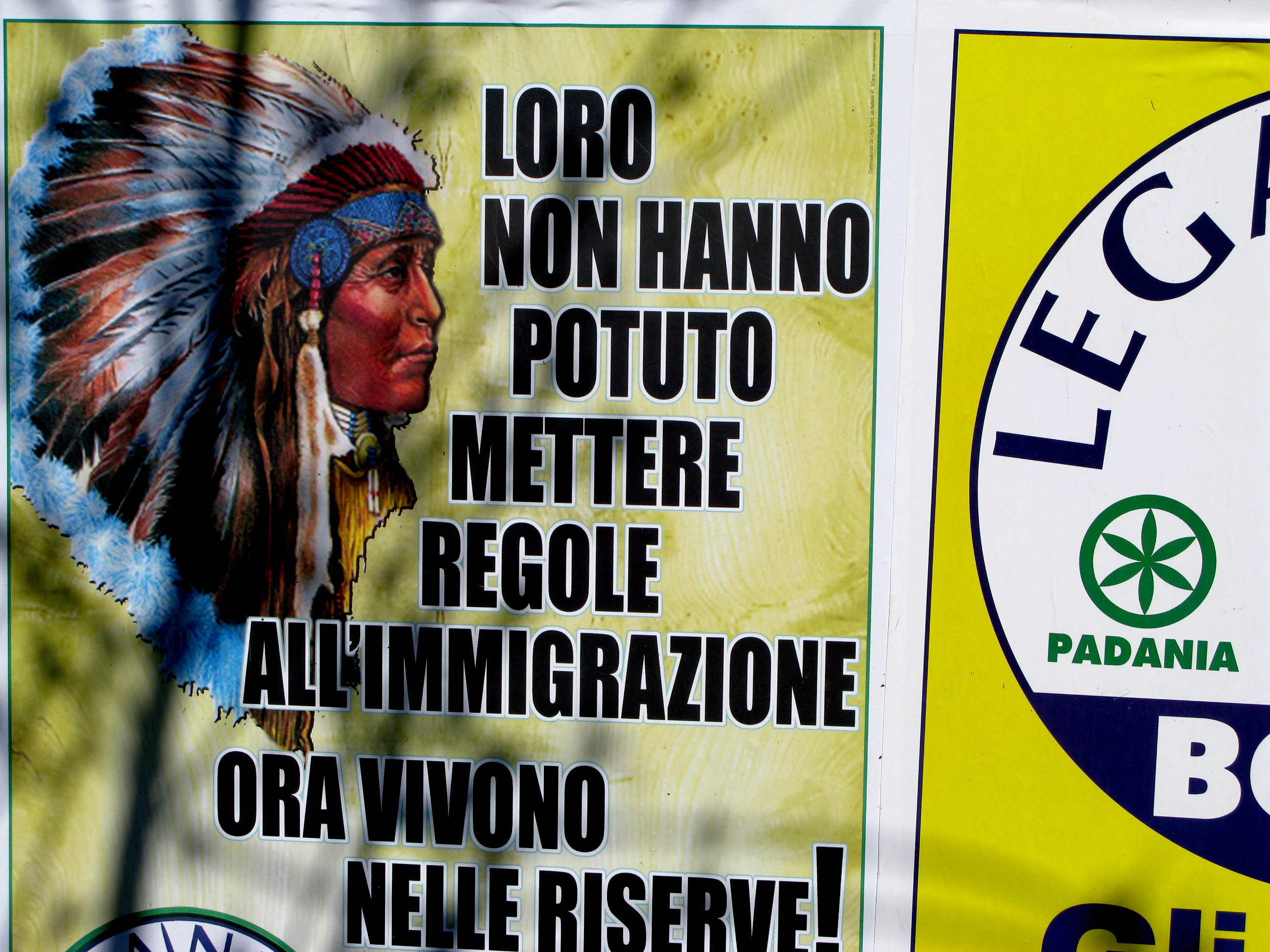
Cartel de la Liga de Italia sobre la inmigración en el que se dice: "¡No pudieron ponerle reglas a la inmigración, ahora viven en las reservas!". Hay una alusión implícita a las teorías conspirativas de ultraderecha del «genocidio blanco» y de «El gran reemplazo».

- La inmigración. La ultraderecha ve la inmigración como una amenaza. La derecha radical populista la considera una amenaza existencial a su nación y a su Estado, y la extrema derecha, en la acepción de Mudde, un amenaza a la raza blanca apoyada por el propio Estado con su permisividad a la inmigración y su defensa del multiculturalismo, propiciando así un «genocidio blanco». Suelen recurrir como «argumento» a la teoría conspirativa de «El gran reemplazo», según la cual la población blanca de «Occidente» estaría siendo barrida por la masiva arribada de inmigrantes. En cuanto a la causa de la inmigración los partidos de ultraderecha consideran que no es la pobreza de los países en desarrollo, sino las políticas progresistas de los países desarrollados que la alientan y la favorecen. El presidente del gobierno húngaro Viktor Orbán ha llegado a señalar al multimillonario filántropo judío y húngaro-estadounidense George Soros como el cerebro de la conspiración que está detrás de la inmigración masiva.[93] La ultraderecha también presenta la inmigración como una amenaza para las mujeres «nativas» ―mostrando a los «foráneos» como depredadores sexuales―  y para sus derechos ―a causa de la «invasión» musulmana―, en lo que se ha dado en llamar «feminacionalismo» ―el uso que hace la ultraderecha de algunos postulados del feminismo para justificar sus posturas xenófobas―. Algunos partidos también presentan la inmigración como una amenaza contra el colectivo LGTBI («homonacionalismo»).[94]

La ultraderecha incluye en la «amenaza» de la inmigración a los descendientes de los inmigrantes nacidos en el propio país aunque posean la ciudadanía, pues los siguen considerando «inmigrantes», «foráneos» o «extranjeros», en especial si son musulmanes, ya que la islamofobia y el temor a la «islamización» de sus sociedades forman parte esencial del ideario ultraderechista. Todo ello responde al nativismo, la etnocracia y el monoculturalismo que defiende la ultraderecha. Así, algunos partidos llegan a propugnar la expulsión de los descendientes de los inmigrantes que se nieguen a asimilarse a la cultura «nativa», aunque difieren en cuanto al grado de asimilación exigido. «Algunos consideran que solo los grupos étnicos “relacionados” con el nativo pueden asimilarse ―es decir, por ejemplo, que solo otros europeos (blancos) pueden llegar a ser alemanes o húngaros―, mientras que otros se centran principalmente en la idea de que el islam es incompatible con su nación y, por lo tanto, que los musulmanes no pueden asimilarse en las sociedades “occidentales”».

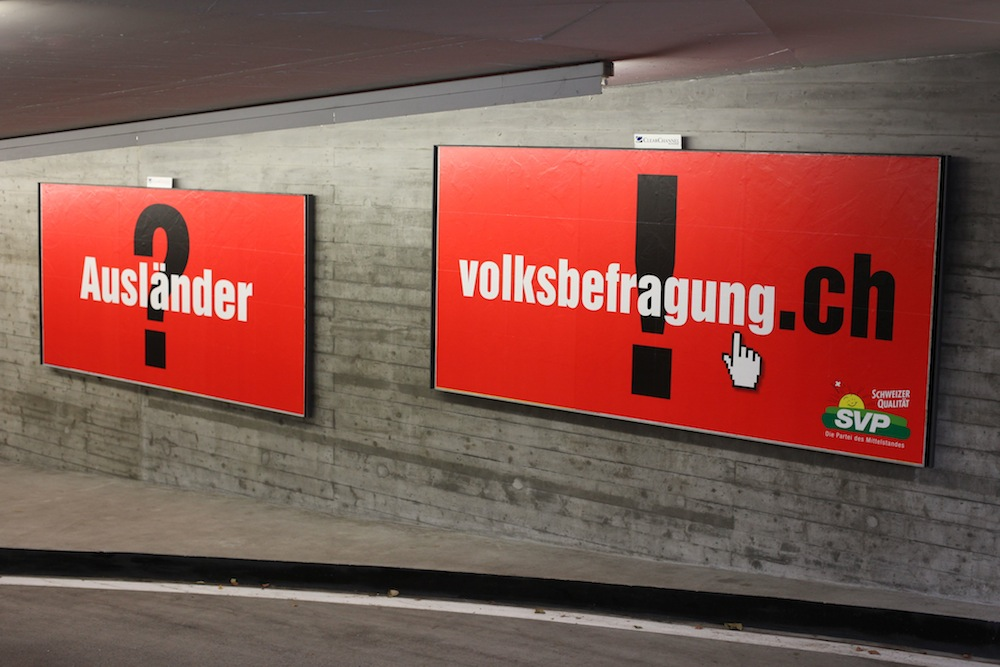
Carteles del suizo SVP de 2010. En el de la izquierda se pregunta "¿Extranjeros?" y en el de la derecha se responde "¡Referéndum.ch!".

- La seguridad. La ultraderecha entiende el tema de la seguridad en un sentido amplio pues no sólo se refiere a la de los individuos sino también a la de la nación o la de la raza, y siempre abordándola desde un punto de vista nativista pues los «extranjeros» son vistos como los causantes principales de la inseguridad. Así, por ejemplo, cuando trata el tema de la delincuencia se refiere casi exclusivamente a los (supuestos) delitos cometidos por los de «fuera» ―de ahí que los partidos ultraderechistas califiquen frecuentemente a los «extranjeros» como delincuentes― y además denuncia que el (supuesto) crecimiento de la delincuencia está provocado por la llegada de inmigrantes ―uno de los eslóganes preferidos del ultraderechista neerlandés Geert Wilders es: «más seguridad, menos inmigración»―. De acuerdo con el autoritarismo que caracteriza a la ultraderecha, para acabar con la delincuencia ―y para mejorar la seguridad― propugna el endurecimiento de las leyes y la actuación contundente de los tribunales y de las fuerzas de orden público, cuyo número debe ser ampliado así como su presencia en las calles ―por ejemplo, el presidente de Brasil Jair Bolsonaro declaró: «Si un policía mata a diez, quince o veinte presuntos delincuentes metiéndoles diez o treinta balas a cada uno, lo que habría que hacer es darle una medalla, no enjuiciarlo»―. Con este mismo objetivo los partidos de la ultraderecha defienden que se debe actuar en el campo educativo para inculcar en los jóvenes el sentido de la disciplina y del respeto y los «valores tradicionales», entre los que se incluye la «familia», y  al mismo tiempo denuncian que el profesorado «izquierdista» los está «adoctrinando» con ideas «perversas» como el «marxismo cultural». Por otro lado, los partidos de ultraderecha también vinculan estrechamente el terrorismo con el Islam, y culpan al multiculturalismo defendido por la izquierda como una de las causas de su proliferación. Por ejemplo, Marine Le Pen llegó a decir en 2017 que Francia (la Francia multicultural) se había convertido en «una universidad de yihadistas».[96]

- La corrupción. Cuando la ultraderecha habla de corrupción suele adoptar una posición populista al vincularla con las élites económicas y políticas, a las que suelen acusar de «antinacionales» porque «roban al pueblo» y entre las que incluyen también a «la izquierda» ―y a las fundaciones y ONGs supuestamente vinculadas a ella― a la que acusan además de corromper las mentes y opiniones de las personas, en especial de las mujeres, con el «marxismo cultural». Un ejemplo puede ser el siguiente tuit  postbrexit del UKIP de finales de 2018: «No os engañéis: la Unión Europea quiere controlar vuestros pensamientos por medio de vuestra forma de hablar para difundir su ideología neomarxista posmoderna».[97]
- La política exterior (y la geopolítica). Los partidos ultraderechistas conciben el mundo como una jungla por lo que consideran que la principal obligación de los verdaderos «patriotas» sería poner por delante los intereses de la propia nación, cuyo ejemplo más conocido sería el "America First" ('América primero') del presidente estadounidense Donald Trump. En consecuencia, los partidos de ultraderecha son hostiles a los organismos supranacionales como la Unión Europea, a la que consideran una amenaza a la soberanía nacional —en un mitin de 2019 Matteo Salvini clamó contra la Europa de «los burócratas, los banqueros, los buenistas y las pateras»—[98] por lo que propugnan «reformarla»[99] desvirtuando completamente el proyecto europeo: pretenden establecer en su lugar una «Europa de las patrias», es decir, de los Estados (en un manifiesto firmado en julio de 2021, las figuras principales de la extrema derecha europea se opusieron a cualquier proyecto federalista europeo y a una mayor integración, y denunciaron «la utilización de las estructuras políticas y las leyes para crear un super-Estado europeo» que pretende despojar a las naciones «lentamente de su derecho de ejercer sus legítimos poderes soberanos», por lo que propugnaban una «profunda reforma de la Unión Europea» para que fuera nada más que «una comunidad de naciones libres», estableciendo «una lista de competencias inviolables de los Estados miembros de la Unión Europea y un mecanismo apropiado para su protección»).[100] También la ONU ha sido objeto de ataques por parte de la ultraderecha al considerarla, especialmente por la ultraderecha de Estados Unidos (la ONU pretende establecer un «Nuevo Orden Mundial» recurriendo, entre otros medios, a los «helicópteros negros») o la del Estado de Israel (la ONU sería una organización antisemita dominada por los países árabes), como el primer paso para el establecimiento de un aterrador gobierno mundial (cosmopolita) ―en un tuit de 2018 Santiago Abascal, líder del partido ultraderechista español Vox escribió contra «la oligarquía globalista, vividora de los presupuestos [públicos], que pretende imponer a los pueblos modelos fracasados, [y] se dedica ahora a demonizar la democracia y la soberanía de las naciones»―. Por otro lado, la preeminencia que se concede a la propia nación conduce en ocasiones a posturas irredentistas, es decir, a la reclamación de territorios «perdidos», como en el caso del Fidesz que aspira a reunificar en la ‘’Gran Hungría’’ todos los territorios  (de Rumanía, Serbia, Eslovaquia y Ucrania) donde habitan «húngaros».[101]

Steven Forti advierte que en cuanto a la geopolítica se pueden encontrar contrastes muy acusados entre la ultraderecha europea pues hay formaciones radicalmente atlantistas, como Chega!, Vox, Hermanos de Italia o el PiS, y otras que muestran su simpatía por la Rusia de Vladímir Putin, como la Liga italiana, el FPÖ austríaco, Alternativa para Alemania o el Fidesz húngaro.
- La cuestión de género. Partiendo de la idea de que la «familia» es uno de los cimientos de la nación (familismo), la mayoría de la ultraderecha mantiene un punto de vista tradicional sobre las mujeres a las que consideran exclusivamente como madres (actuales o futuras), aunque hay partidos, como los de la derecha radical populista del norte de Europa, que no priorizan la maternidad ―sin embargo afirman que la igualdad de género ya se ha alcanzado en sus países―. Asimismo los partidos de ultraderecha son sexistas, presentando una mezcla entre el «sexismo benevolente» (que ve a las mujeres como seres puros moralmente y débiles físicamente por lo que deben ser protegidas por los hombres de «verdad» ya que las mujeres son el vientre de la nación, la madre de los hijos, las responsables de criar moral y físicamente a la generación siguiente) y el «sexismo hostil» (que, al igual que en la «manosfera», presenta a las mujeres como moralmente corruptas y políticamente poderosas, y son vistas como una amenaza para los hombres pues su propósito es dominarlos por medio de la ideología feminista o la seducción sexual), en lo que se ha dado en llamar «sexismo ambivalente». En consecuencia, la ultraderecha también se caracteriza por el antifeminismo pues considera que el feminismo (y su «ideología de género») socava la familia tradicional, poniendo así en riesgo la supervivencia de «la nación», además de ser «ajeno» a la cultura nacional ―así que en cuanto han llegado al gobierno el PiS y el Fidesz han aplicado políticas de «desmarginación de la familia», de negación del derecho al aborto y de prohibición de los estudios de género―. Así, la mayoría de los partidos de ultraderecha presenta a las feministas como un colectivo intolerante y opresor (de ahí el término despectivo de «feminazis» que suelen usar). Junto con el feminismo, la otra gran «amenaza» a la «familia» la representaría el colectivo LGTBI con su pretendida «agenda homosexual», aunque existen algunos partidos de ultraderecha, como la Liga de Defensa Inglesa (EDL) o el PVV, que no son homófobos y aceptan la homosexualidad y a los homosexuales. Sin embargo buen número de partidos, como el PiS y el Fidesz, y de líderes de ultraderecha, como el brasileño Jair Bolsonaro, son abiertamente homófobos y radicalmente opuestos al matrimonio igualitario ―en Hungría la nueva Constitución proclama que «protegerá la institución del matrimonio entendida como la unión de un hombre y una mujer»―.[103]

Steven Forti señala que en la cuestión de género, y en general en todo lo concerniente a los valores/derechos civiles (que incluiría también el derecho al aborto o los derechos del colectivo LGTBI), existe una gran diferencia entre la extrema derecha de los países católicos y ortodoxos, que defienden posturas mucho más duras, y la de los países protestantes mucho más tolerantes. En la católica Hungría, por ejemplo, se aprobó en junio de 2021 una ley propuesta por el gobierno del ultraderechista Viktor Orbán que prohíbe hablar a los menores de 18 años de diversidad sexual y de género en las escuelas y medios de comunicación (con el pretendido objetivo de frenar lo que llaman «propaganda gay», con lo que se vincula la homosexualidad con la pornografía y la pederastia, apostilla Forti) y previamente se había reformado la Constitución para impedir que pudiera reconocerse el matrimonio entre personas del mismo sexo, además de haberse negado Orbán a ratificar la Convención de Estambul contra la violencia de género. Estas políticas contrastan, por ejemplo, con la defensa de los derechos de la comunidad LGTBI del ultraderechista Partido por la Libertad de los calvinistas Países Bajos o con la existencia de una agrupación gay en el seno de Alternativa por Alemania, denominada Alternativa Homosexual, o con los Gays for Trump en Estados Unidos.
- La economía. En este tema existen divergencias entre la formaciones de extrema derecha. Las hay como el Frente Nacional francés que defienden el Welfare Chauvinism o estado de bienestar chovinista (es decir, un estado de bienestar exclusivo para los «nacionales», excluyendo a los inmigrantes y a otros colectivos excluidos de la «nación»), mientras que existen otras que propugnan una política económica marcadamente neoliberal, como Vox o Chega!.[106] Una posición intermedia la puede representar el Fidesz de Viktor Orbán que ha implantado en Hungría desde 2010 el que se ha denominado un «régimen neoliberal de política social».[107] Como ha señalado la politóloga española Beatriz Acha, «para la ultraderecha, se pueden plantear a la vez políticas de reducción impositiva y de aumento del gasto social, si se excluye a la población inmigrante de la cobertura del bienestar: los beneficios del sistema deben dedicarse únicamente a la población autóctona». De todos modos, añade Acha, la economía «no es, ni de lejos, el tema más importante en sus programas».[108]

## Organización

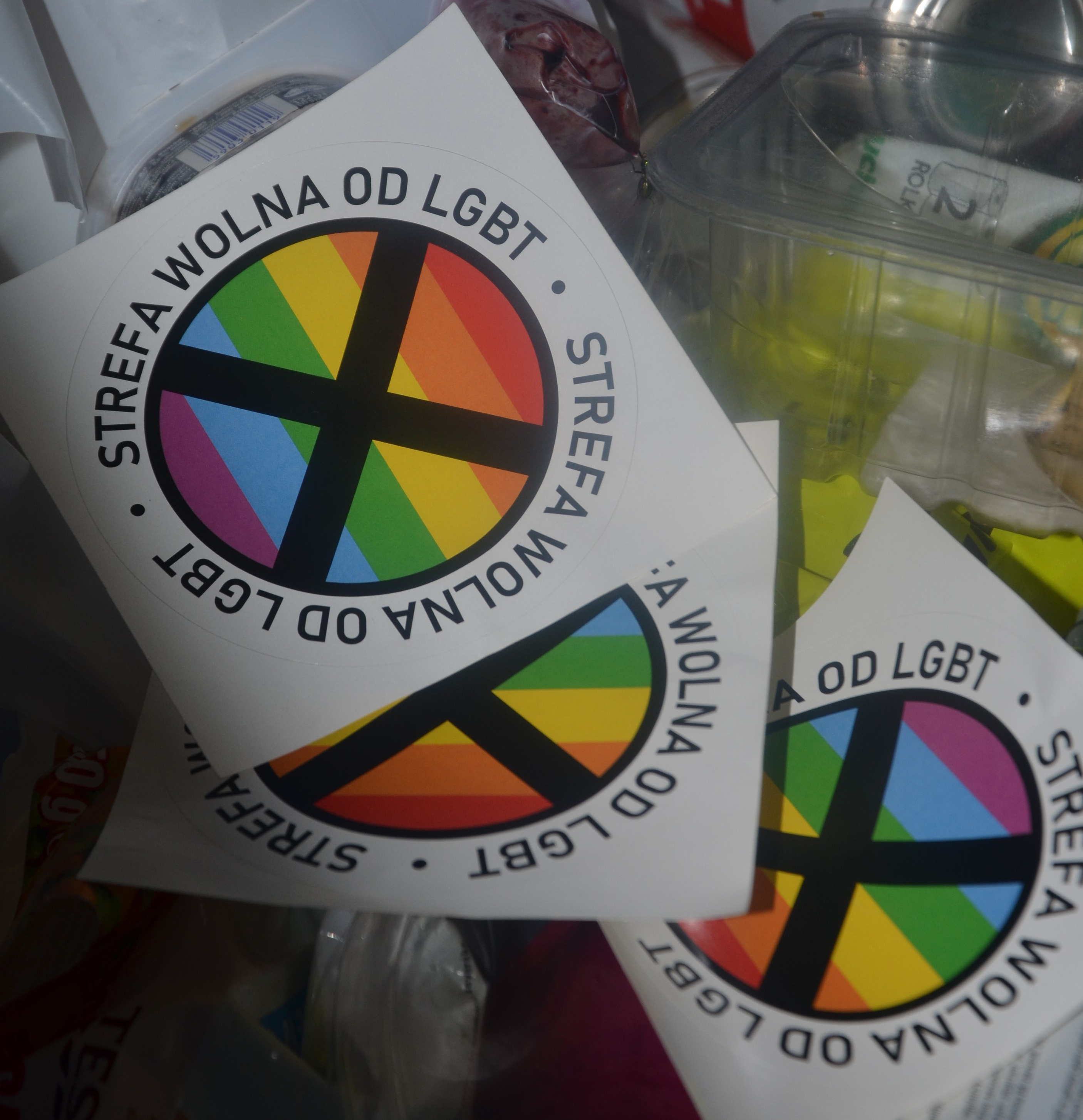
En 2019 el semanario polaco de ultraderecha ‘’Gazeta Polska” repartió estas pegatinas homófobas con la bandera arcoíris tachada y un lema alrededor que dice: "Zona libre de LGBT".

Los partidos políticos no son la única forma de articulación de la ultraderecha, aunque constituyen su núcleo central en el siglo XXI. También existen los movimientos sociales de ultraderecha, que están bien organizados pero que a diferencia de los partidos no se presentan a las elecciones, y las subculturas ultraderechistas, que carecen de organización. Dentro de los movimientos sociales se encuentran las organizaciones intelectuales, las organizaciones mediáticas y las organizaciones políticas. Las organizaciones intelectuales «están centradas en desarrollar ideas de ultraderecha y en innovar en ese terreno y en formar sobre todo a los activistas ultraderechistas». La más importante sería la Nouvelle Droite cuyos orígenes se remontan a la fundación del GRECE en París en 1968 y cuya figura principal es Alain de Benoist. A la Nouvelle Droite habría que sumar diversos think tanks de Estados Unidos, como el islamófobo Gatestone Institute de John Bolton, la American Renaissance de Jared Taylor o el National Policy Institute de Richard B. Spencer (estas dos últimas organizaciones ligadas a la alt-right). En Europa hay que citar dos centros educativos superiores de ultraderecha: el Instituto de Ciencias Sociales, Economía y Política de Marion Maréchal-Le Pen y la Universidad de Cultura Social y Mediática del sacerdote católico polaco Tadeusz Rydzyk. En cuanto a las organizaciones mediáticas hay que destacar los sitios web estadounidenses Stormfront (neonazi), Breitbart News (de derecha radical), The Daily Stormer (neonazi), InfoWars (conspirativa), y VDARE (supremacista blanca). En Europa destacan Junge Freiheit y Gazeta Polska, y en Israel Arutz Sheva.
En cuanto a las organizaciones políticas de ultraderecha, que suelen estar estructuradas como los partidos políticos pero que se diferencian de estos en que no se presentan a las elecciones (o han dejado de hacerlo), hay que subrayar que la mayoría de ellas son marginales y cuentan con muy pocos activistas. Algunas de las más conocidas son el Movimiento Nacionalsocialista de Estados Unidos, la Liga de Defensa Inglesa (EDL), la alemana PEGIDA o la japonesa Zaitokukai. Sin embargo hay una organización política de ultraderecha con muchos afiliados y muy poderosa: la Nippon Kaigi (‘Conferencia Japón’). También destaca el movimiento identitario —ideológicamente un derivado de la Nouvelle Droite— que está activo en varios países europeos y en Estados Unidos y Canadá —en estos dos últimos países en conexión con la alt-right—.
Subculturas de la ultraderecha

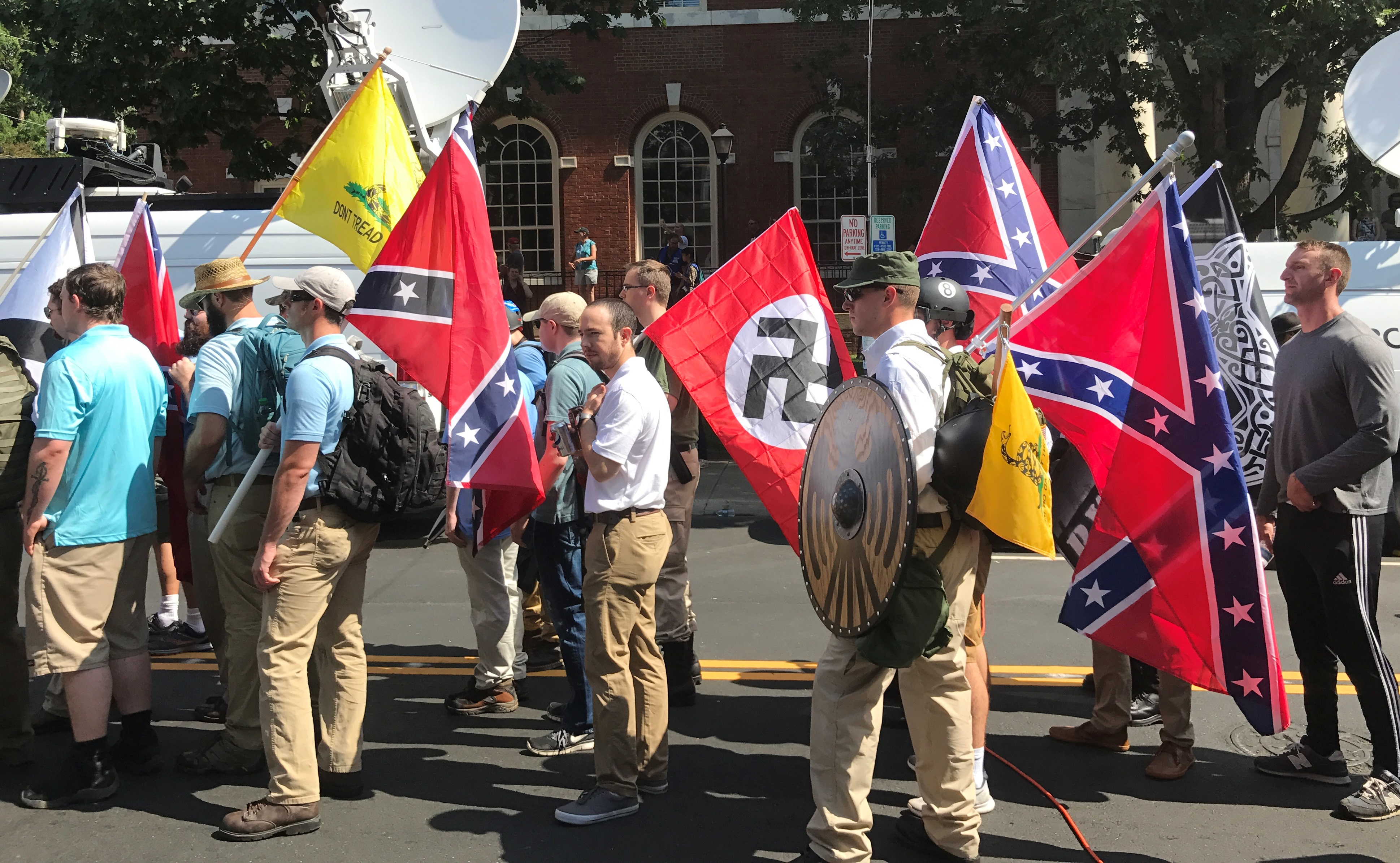
Manifestantes de derecha alternativa y libertarios en la manifestación Unite the Right (Charlottesville, 11 al 12 de agosto de 2017) llevando banderas de la confederación, de Gadsden, y una nazi.

Entre las subculturas de ultraderecha hay muchas de ámbito nacional como, por ejemplo, la del Uyoku dantai de Japón, pero son muy pocas las de ámbito verdaderamente internacional:
- La derecha alternativa (alt-right), impulsada por el estadounidense Richard B. Spencer, que se concentra casi exclusivamente en el entorno digital (compartiendo ideas con la «manosfera»), aunque también convoca manifestaciones como la manifestación Unite the Right (Charlottesville, 11 al 12 de agosto de 2017) que desembocó en disturbios violentos y el asesinato de un contramanifestante.
- Los grupos de "hooligans" ultras que nacieron en Inglaterra pero que se han extendido al resto de Europa (y especialmente a la Europa del Este), así como a Israel (donde destaca el grupo ultra del club de fútbol Beitar Jerusalén conocido como "La Familia" y que ha protagonizado numerosos incidentes violentos, en ocasiones junto a militantes del ultraderechista Lehava).[112]
- Los skinheads ultras, aunque la inmensa mayoría de los cabezas rapadas son apolíticos o antirracistas (como los Skinheads Against Racial Prejudice, ‘Skinheads Contra el Prejuicio Racial’). Los primeros skinheads ultras surgieron en Inglaterra en los años 1970 en relación con el ultraderechista Frente Nacional, uno de cuyos activistas era  Ian Stuart líder del grupo musical Skrewdriver cuya canción «White Power» se convirtió en el himno oficioso del movimiento. En las décadas de 1980 y 1990 proliferaron en Europa y en Norteamérica los cabezarrapadas nazis. A partir de 2000 los skinheads ultras se extendieron por Europa Oriental.

Un caso especial lo constituye CasaPound de Italia ya que es al mismo tiempo una subcultura y un movimiento, que se define como «fascista» ―de ahí el nombre que ha adoptado―, y también se presenta a las elecciones aunque con escaso éxito, además de haberse visto implicada en episodios de violencia política.

## Violencia

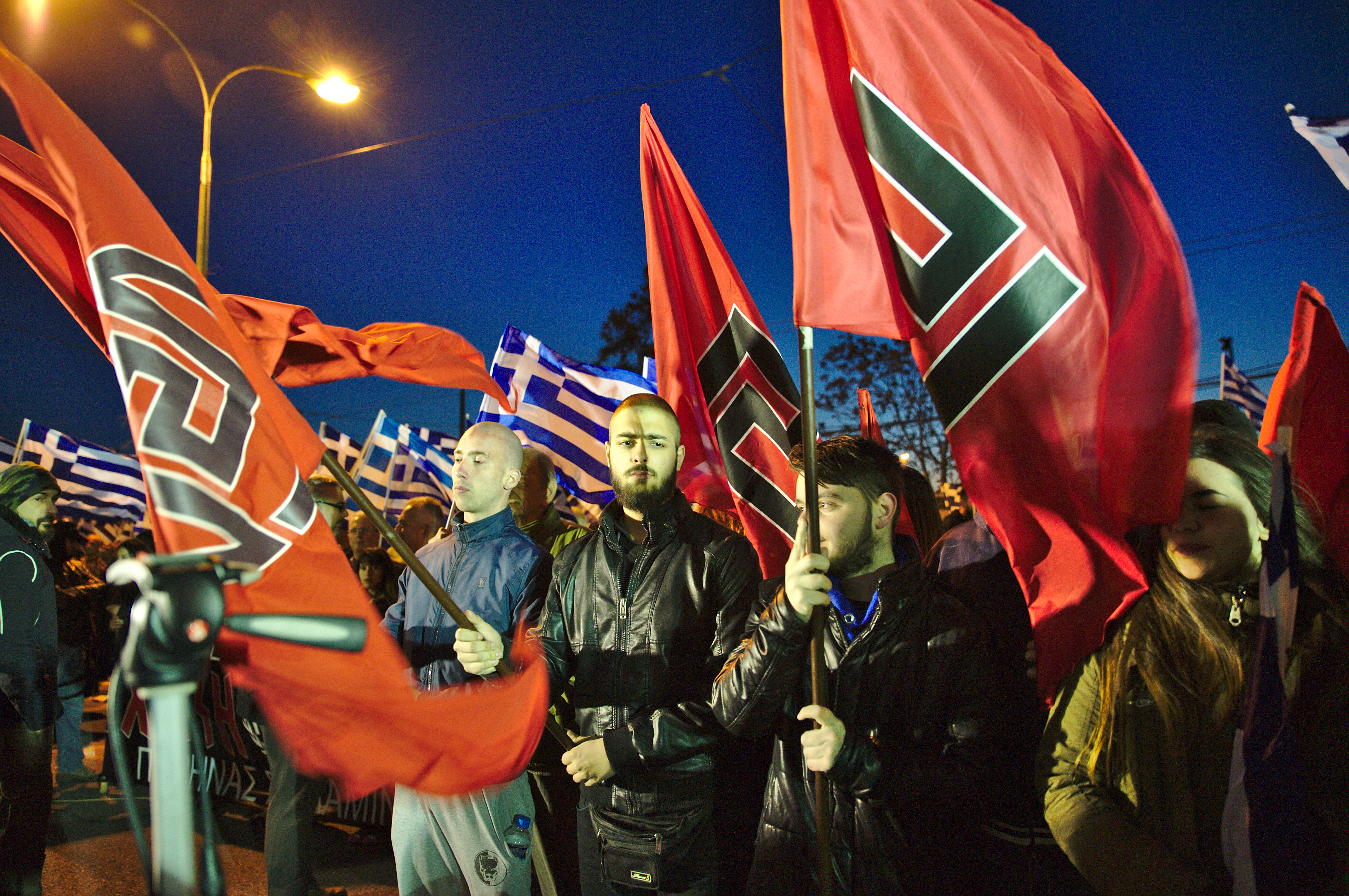
Miembros de Amanecer Dorado en una manifestación (Atenas, 2015).

La valoración positiva  de la violencia constituye un elemento esencial del fascismo (y del nacionalsocialismo). Y en las últimas décadas, según Cas Mudde, «la violencia ultraderechista ha adquirido un carácter más planificado y regular, y una mayor letalidad, como lo demuestran los atentados terroristas cometidos en, entre otros lugares, Christchurch (Nueva Zelanda), Pittsburgh (Estados Unidos) y Utoya (Noruega). Mudde cita un estudio de un especialista en terrorismo de la Universidad de Oslo en el que se han contabilizado 578 incidentes violentos protagonizados por la ultraderecha entre 1998 y 2015 en Europa occidental y en los que hubo 303 muertos. En otro estudio, referido a Estados Unidos, se constata que hubo 368 muertos causados por activistas de ultraderecha entre 1990 y 2013 ―de hecho en Estados Unidos la ultraderecha ha sido responsable de más violencia política que la extrema izquierda; lo mismo ocurre en Alemania, Suecia o India―. La mayor parte de las víctimas, tanto en Europa occidental como en Estados Unidos, eran personas percibidas por los ultraderechistas como «degeneradas» (feministas, izquierdistas, homosexuales, personas sin techo…) o «extranjeras» (inmigrantes, refugiados, minorías étnicas), como en los pogroms antigitanos de Europa del Este o en los pogroms  contra musulmanes y sijs en India. Hay partidos de extrema derecha en los que la violencia forma parte esencial de su ideario y de sus actividades, como el griego Amanecer Dorado, los Lobos Grises, el ala juvenil del Partido del Movimiento Nacional (MPH) turco, o el partido judío Kach.
Mudde afirma que «el terrorismo de ultraderecha se ha convertido en una amenaza creciente en los últimos años». Suele ser obra de «lobos solitarios», como en el tiroteo en Macerata de 2018 en el que resultaron heridos seis inmigrantes africanos ―el perpetrador fue un antiguo candidato de la Liga―, pero la policía ha desarticulado organizaciones terroristas ultraderechistas, como Clandestinidad Nacionalsocialista de Alemania, Acción Nacional de Gran Bretaña o Abhinav Bharat de India. También ha participado en acciones terroristas la estadounidense Liga de Defensa Judía y su heredero israelí, el partido Kach que fue finalmente prohibido.

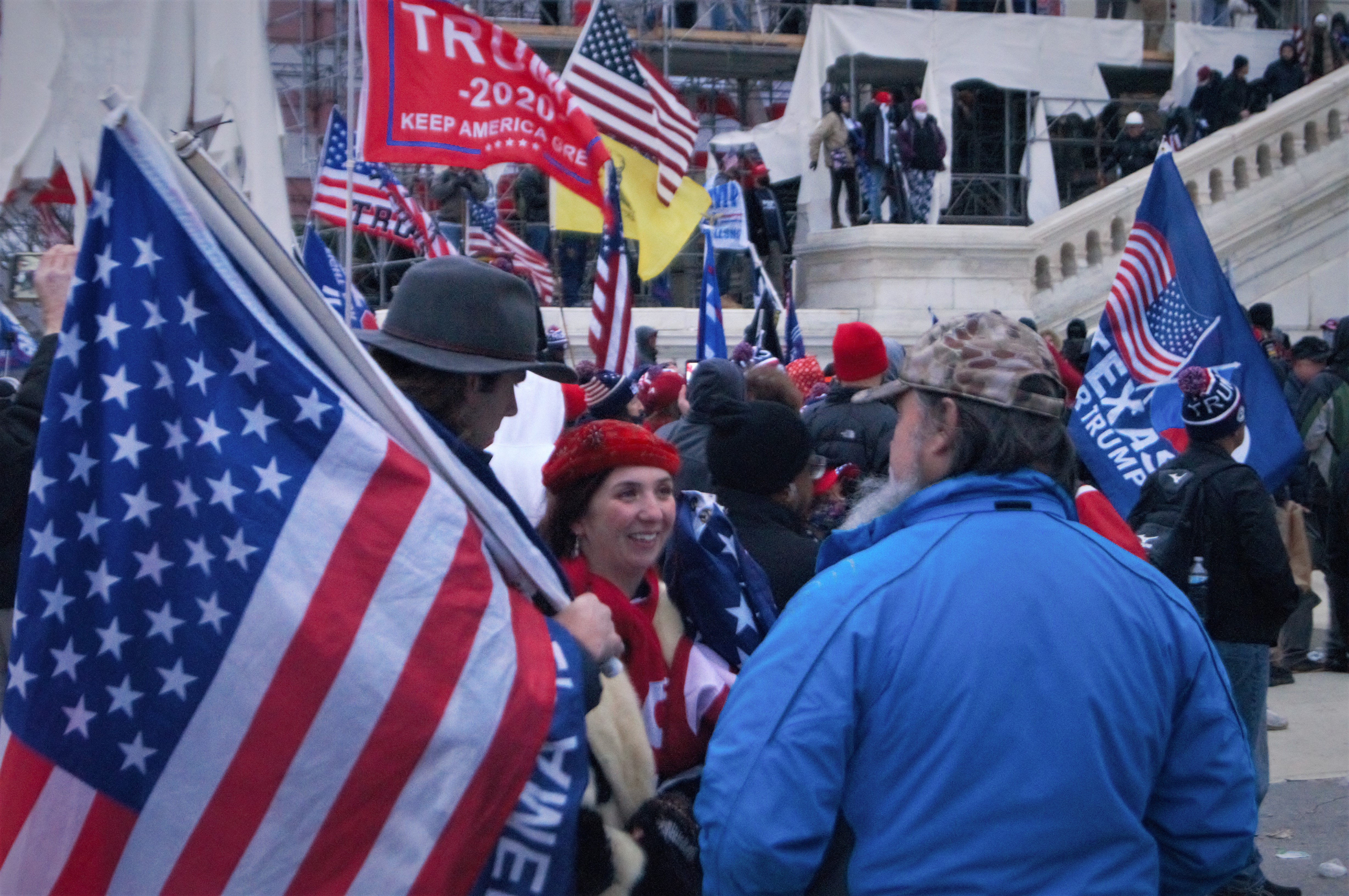
Imagen del Asalto al Capitolio de los Estados Unidos de 2021.

Uno de los protagonistas de la violencia ultraderechista son los grupos paramilitares. Los europeos, aunque usan uniformes, no están armados ―aunque hay excepciones como el Batallón Azov, encuadrado en la Guardia Nacional ucraniana― y varios de ellos están (o estaban) ligados a determinados partidos, como la Guardia Húngara fundada por Jobbik, mientras que otros no, como los escandinavos Soldados de Odín. En cambio en Estados Unidos están fuertemente armados por lo que son más conocidos como milicias, la mayoría de las cuales tienen una marcada orientación antigobierno federal, aunque tras acceder Donald Trump a la presidencia en enero de 2017 muchas pasaron a apoyar al nuevo presidente, como los Oath Keepers o los Three Percenters. La actitud antigobierno federal es compartida por el movimiento de los sovereing citizens (‘ciudadanos soberanos’) que también han protagonizado incidentes violentos con armas de fuego. En Alemania existe un movimiento similar al de los “sovereing citizens” conocido como Movimiento Ciudadanos del Reich, algunos de cuyos miembros también han estado implicados en tiroteos con fuerzas del orden. Sin embargo, el grupo paramilitar más numeroso y más violento se encuentra en India. Es la Asociación de Voluntarios Nacionales (RSS), próxima al BJP, cuyos militantes ‘’hindutva’’ han participado en numerosos actos violentos contra colectivos que perciben como enemigos nacionales, como las personas que comen carne de vacuno (la vaca es un animal sagrado en el hinduismo) o la minoría musulmana (sus militantes participaron en la demolición de la mezquita Babri Masjid en 1992 por lo que la RSS fue ilegalizada durante un año).

## Extrema derecha por país

### Europa
En la siguiente tabla se incluye la evolución electoral de diversos partidos, movimientos y agrupaciones considerados de ultraderecha en Europa. En la Unión Europea dichos partidos nacionales se agrupan en partidos políticos europeos, que a su vez se coaligan en grupos parlamentarios en el Parlamento Europeo. Se incluyen todos aquellos partidos de marcado carácter antiinmigración, populistas, nacionalistas y euroescépticos, aunque algunos de estos partidos defienden políticas contrarias en determinados puntos, como el apoyo a Israel del PVV, o el antisemitismo de Amanecer Dorado.
| Europa          | Partidos políticos europeos                                                               | Europarlamentarios respecto al total 751 (2019) - 705 (2020) | Total diputados Cámaras Bajas nacionales    | Total senadores Cámaras Altas nacionales    | Porcentaje de votos en las elecciones europeas de 2019 | Evolución porcentual respecto a la anterior elección | Grupo político en el Parlamento Europeo                |
| --------------- | ----------------------------------------------------------------------------------------- | ------------------------------------------------------------ | ------------------------------------------- | ------------------------------------------- | ------------------------------------------------------ | ---------------------------------------------------- | ------------------------------------------------------ |
| Unión Europea   | Partido de los Conservadores y Reformistas Europeos (ECR)                                 | 67/705                                                       | 220/2273                                    | 554/7424                                    | 8,26 %                                                 | -2,02 %                                              | Conservadores y Reformistas Europeos (ECR Group)       |
| Unión Europea   | Partido de los Conservadores y Reformistas Europeos (ECR)                                 | 67/705                                                       | 220/2273                                    | 554/7424                                    | 8,26 %                                                 | -2,02 %                                              | Patriotas por Europa (PfE)                             |
| Unión Europea   | Patriots.eu (P.eu)                                                                        | 58/705                                                       | 260/2377                                    | 119/1180                                    | 9,72 %                                                 | +4,91 %                                              |                                                        |
| Unión Europea   | Alianza por la Paz y la Libertad (APL)                                                    | 1/705                                                        | -                                           | -                                           | 0,13 %                                                 | -                                                    | No inscritos                                           |
| Estado          | Partidos nacionales                                                                       | Parlamentarios nacionales respecto al total                  | Parlamentarios nacionales respecto al total | Parlamentarios nacionales respecto al total | Porcentaje de votos                                    | Evolución porcentual respecto a la anterior elección | Europarlamentarios respecto al total electo en el país |
| Alemania        | Alternativa para Alemania (AfD)                                                           | 80 / 736                                                     | 80 / 736                                    | 80 / 736                                    | 10,3 %                                                 | -2,3%                                                | 9 / 96                                                 |
| Alemania        | La Patria (Die Heimat)                                                                    | 0 / 736                                                      | 0 / 736                                     | 0 / 736                                     | 0,1 %                                                  | -0,3%                                                | 0 / 96                                                 |
| Alemania        | El III camino (Der III. Weg)                                                              | 0 / 736                                                      | 0 / 736                                     | 0 / 736                                     | 0,0 %                                                  | no participó                                         | 0 / 96                                                 |
| Alemania        | La Derecha (Die Rechte)                                                                   | 0 / 736                                                      | 0 / 736                                     | 0 / 736                                     | no participó                                           | 0,0 %                                                | 0 / 96                                                 |
| Alemania        | A partir de ahora... Democracia a través de Plebiscito (Volksabstimmung)                  | 0 / 736                                                      | 0 / 736                                     | 0 / 736                                     | no participó                                           | 0,0%                                                 | 0 / 96                                                 |
| Alemania        | Gesellschaft für freie Publizistik (GfP)                                                  | Sin personería jurídica                                      | Sin personería jurídica                     | Sin personería jurídica                     | -                                                      | -                                                    | -                                                      |
| Alemania        | Gesinnungsgemeinschaft der Neuen Front                                                    | Sin personería jurídica                                      | Sin personería jurídica                     | Sin personería jurídica                     | -                                                      | -                                                    | -                                                      |
| Alemania        | Movimiento Ciudadanos del Reich                                                           | Sin personería jurídica                                      | Sin personería jurídica                     | Sin personería jurídica                     | -                                                      | -                                                    | -                                                      |
| Alemania        | Nordkreuz                                                                                 | Sin personería jurídica                                      | Sin personería jurídica                     | Sin personería jurídica                     | -                                                      | -                                                    | -                                                      |
| Alemania        | Nordadler                                                                                 | Sin personería jurídica                                      | Sin personería jurídica                     | Sin personería jurídica                     | -                                                      | -                                                    | -                                                      |
| Alemania        | Liga Alemana para el Pueblo y la Patria (DLVH)                                            | Sin personería jurídica                                      | Sin personería jurídica                     | Sin personería jurídica                     | -                                                      | -                                                    | -                                                      |
| Alemania        | Pegida                                                                                    | Sin personería jurídica                                      | Sin personería jurídica                     | Sin personería jurídica                     | -                                                      | -                                                    | -                                                      |
| Alemania        | NSU 2.0                                                                                   | Sin personería jurídica                                      | Sin personería jurídica                     | Sin personería jurídica                     | -                                                      | -                                                    | -                                                      |
| Alemania        | Movimiento Pro Chemnitz                                                                   | Sin personería jurídica                                      | Sin personería jurídica                     | Sin personería jurídica                     | -                                                      | -                                                    | -                                                      |
| Alemania        | Revolución Chemnitz                                                                       | Sin personería jurídica                                      | Sin personería jurídica                     | Sin personería jurídica                     | -                                                      | -                                                    | -                                                      |
| Austria         | Partido de la Libertad de Austria (FPÖ)                                                   | 31 / 183                                                     | 31 / 183                                    | 31 / 183                                    | 16,2%                                                  | -9.8%                                                | 3 / 19                                                 |
| Bélgica         | Vlaams Belang (VB)                                                                        | 18 / 150                                                     | 18 / 150                                    | 18 / 150                                    | 11,95%                                                 | +8,3%                                                | 3 / 21                                                 |
| Bélgica         | Mouvement Nation (NATION)                                                                 | 0 / 150                                                      | 0 / 150                                     | 0 / 150                                     | 0,16%                                                  | +0,01%                                               | 0 / 21                                                 |
| Bielorrusia     | Partido Democrático Liberal de Bielorrusia (LDPB)                                         | 1 / 110                                                      | 1 / 110                                     | 1 / 110                                     | 5,36%                                                  | +1,12%                                               | -                                                      |
| Bulgaria        | Organización Revolucionaria Interna de Macedonia – Movimiento Nacional Búlgaro (VMRO-BND) | 0 / 240                                                      | 0 / 240                                     | 0 / 240                                     | 3,1%                                                   | -2,8%                                                | 2 / 17                                                 |
| Bulgaria        | Unión Nacional Ataque (ATAKA)                                                             | 0 / 240                                                      | 0 / 240                                     | 0 / 240                                     | 0,5%                                                   | 0,5%                                                 | 0 / 17                                                 |
| Bulgaria        | Renacimiento                                                                              | 13 / 240                                                     | 13 / 240                                    | 13 / 240                                    | 4,8%                                                   | +1,8%                                                | 0 / 17                                                 |
| Bulgaria        | Volya                                                                                     | 0 / 240                                                      | 0 / 240                                     | 0 / 240                                     | 0,5%                                                   | 0,5%                                                 | 0 / 17                                                 |
| Chipre          | Frente Nacional Popular (ELAM)                                                            | 4 / 56                                                       | 4 / 56                                      | 4 / 56                                      | 6.8%                                                   | +3.1%                                                | 0 / 6                                                  |
| Croacia         | Movimiento de la Patria de Miroslav Škoro (DPMS)                                          | 16 / 151                                                     | 16 / 151                                    | 16 / 151                                    | 10,9%                                                  | -                                                    | 0 / 12                                                 |
| Croacia         | Partido Croata de los Derechos (HSP)                                                      | 0 / 151                                                      | 0 / 151                                     | 0 / 151                                     | -                                                      | -                                                    | 0 / 12                                                 |
| Dinamarca       | Partido Popular Danés (DF)                                                                | 16 / 179                                                     | 16 / 179                                    | 16 / 179                                    | 8,7%                                                   | -12,4%                                               | 1 / 14                                                 |
| Dinamarca       | La Nueva Derecha (NB)                                                                     | 4 / 179                                                      | 4 / 179                                     | 4 / 179                                     | 2,4%                                                   | -                                                    | 0 / 14                                                 |
| Dinamarca       | Partido del Progreso (FrP)                                                                | 0 / 179                                                      | 0 / 179                                     | 0 / 179                                     | no participó                                           | -                                                    | 0 / 14                                                 |
| España          | Vox                                                                                       | 33 / 350                                                     | 33 / 350                                    | 33 / 350                                    | 15,09%                                                 | +4.83%                                               | 4 / 59                                                 |
| España          | Se Acabó la Fiesta (SAL)                                                                  | 0 / 350                                                      | 0 / 350                                     | 0 / 350                                     | no participó pero sí en 2024                           | -                                                    | 0 / 59                                                 |
| España          | Democracia Nacional (DN)                                                                  | 0 / 350                                                      | 0 / 350                                     | 0 / 350                                     | 0,01                                                   | -0,04                                                | 0 / 59                                                 |
| España          | España 2000 (E-2000)                                                                      | 0 / 350                                                      | 0 / 350                                     | 0 / 350                                     | 0,04%                                                  | +0,01%                                               | 0 / 59                                                 |
| España          | Falange Española de las JONS (FE-JONS)                                                    | 0 / 350                                                      | 0 / 350                                     | 0 / 350                                     | 0,01%                                                  | =                                                    | 0 / 59                                                 |
| España          | Falange Auténtica (FA)                                                                    | 0 / 350                                                      | 0 / 350                                     | 0 / 350                                     | 0%                                                     | 0%                                                   | 0 / 59                                                 |
| España          | La Falange (FE)                                                                           | 0 / 350                                                      | 0 / 350                                     | 0 / 350                                     | 0%                                                     | 0%                                                   | 0 / 59                                                 |
| España          | Movimiento Social Republicano (MSR)                                                       | 0 / 350                                                      | 0 / 350                                     | 0 / 350                                     | 0%                                                     | 0%                                                   | 0 / 59                                                 |
| España          | Alianza Nacional (AN)                                                                     | 0 / 350                                                      | 0 / 350                                     | 0 / 350                                     | no participó                                           | 0%                                                   | 0 / 59                                                 |
| España          | Alternativa Española (AES)                                                                | 0 / 350                                                      | 0 / 350                                     | 0 / 350                                     | 0%                                                     | 0%                                                   | 0 / 59                                                 |
| España          | HazteOir (HO)                                                                             | Sin personería jurídica                                      | Sin personería jurídica                     | Sin personería jurídica                     | -                                                      | -                                                    | -                                                      |
| España          | CitizenGo                                                                                 | Sin personería jurídica                                      | Sin personería jurídica                     | Sin personería jurídica                     | -                                                      | -                                                    | -                                                      |
| España          | Alternativa Europea-Liga Social Republicana (AE-LSR)                                      | Sin personería jurídica                                      | Sin personería jurídica                     | Sin personería jurídica                     | -                                                      | -                                                    | -                                                      |
| España          | Acción Nacional Revolucionaria (ANR)                                                      | Sin personería jurídica                                      | Sin personería jurídica                     | Sin personería jurídica                     | -                                                      | -                                                    | -                                                      |
| España          | Grup d'Acció Valencianista (GAV)                                                          | Sin personería jurídica                                      | Sin personería jurídica                     | Sin personería jurídica                     | -                                                      | -                                                    | -                                                      |
| España          | Som Catalans (Som)                                                                        | 0 / 350                                                      | 0 / 350                                     | 0 / 350                                     | no participó                                           | 0%                                                   | 0 / 59                                                 |
| España          | Fuerza Nueva de Andalucía                                                                 | Sin personería jurídica                                      | Sin personería jurídica                     | Sin personería jurídica                     | -                                                      | -                                                    | -                                                      |
| España          | Comunión Tradicionalista Carlista (CTC)                                                   | 0 / 350                                                      | 0 / 350                                     | 0 / 350                                     | no participó                                           | 0%                                                   | 0 / 59                                                 |
| España          | Comunión Tradicionalista (CT)                                                             | 0 / 350                                                      | 0 / 350                                     | 0 / 350                                     | no participó                                           | 0%                                                   | 0 / 59                                                 |
| España          | Demócratas de Cataluña (DC)                                                               | 0 / 350                                                      | 0 / 350                                     | 0 / 350                                     | no participó                                           | 0%                                                   | 0 / 59                                                 |
| España          | Partido Nacional Republicano (contemporáneo) (PNR)                                        | 0 / 350                                                      | 0 / 350                                     | 0 / 350                                     | no participó                                           | 0%                                                   | 0 / 59                                                 |
| España          | Manos Limpias                                                                             | Sin personería jurídica                                      | Sin personería jurídica                     | Sin personería jurídica                     | -                                                      | -                                                    | -                                                      |
| España          | Proyecto Cultural Aurora (PcA)                                                            | Sin personería jurídica                                      | Sin personería jurídica                     | Sin personería jurídica                     | -                                                      | -                                                    | -                                                      |
| España          | Jusapol                                                                                   | Sin personería jurídica                                      | Sin personería jurídica                     | Sin personería jurídica                     | -                                                      | -                                                    | -                                                      |
| España          | Aliança Catalana                                                                          | 0 / 350                                                      | 0 / 350                                     | 0 / 350                                     | -                                                      | -                                                    | -                                                      |
| España          | Núcleo Nacional                                                                           | Sin personería jurídica                                      | Sin personería jurídica                     | Sin personería jurídica                     | -                                                      | -                                                    | -                                                      |
| España          | Hogar Social Madrid                                                                       | Sin personería jurídica                                      | Sin personería jurídica                     | Sin personería jurídica                     | -                                                      | -                                                    | -                                                      |
| España          | Revuelta                                                                                  | Sin personería jurídica                                      | Sin personería jurídica                     | Sin personería jurídica                     | -                                                      |                                                      |                                                        |
| España          | Frente Obrero                                                                             | 0 / 350                                                      | 0 / 350                                     | 0 / 350                                     | no participó                                           | -                                                    | -                                                      |
| España          | Desokupa                                                                                  | Sin personería jurídica                                      | Sin personería jurídica                     | Sin personería jurídica                     | -                                                      | -                                                    | -                                                      |
| Eslovaquia      | Somos Familia (Sme Rodina)                                                                | 0 / 150                                                      | 0 / 150                                     | 0 / 150                                     | 8,24%                                                  | + 1,62%                                              | 0 / 14                                                 |
| Eslovaquia      | Kotleba - Partido Popular Nuestra Eslovaquia (L'SNS)                                      | 17/150                                                       | 17/150                                      | 17/150                                      | 7,97%                                                  | -0,07%                                               | 2 / 14                                                 |
| Eslovaquia      | Partido Nacional Eslovaco (SNS)                                                           | 10 / 150                                                     | 10 / 150                                    | 10 / 150                                    | 3,16%                                                  | - 5,48%                                              | 0 / 14                                                 |
| Eslovaquia      | Movimiento para la Democracia (HZD)                                                       | 0 / 150                                                      | 0 / 150                                     | 0 / 150                                     | 0,1%                                                   | +0,1%                                                | 0 / 14                                                 |
| Eslovenia       | Partido Nacional Esloveno                                                                 | 4 / 90                                                       | 4 / 90                                      | 4 / 90                                      | 4,17%                                                  | + 1,97%                                              | 0 / 8                                                  |
| Estonia         | Partido Popular Conservador (EKRE)                                                        | 19 / 101                                                     | 19 / 101                                    | 19 / 101                                    | 17,8%                                                  | +9,7%                                                | 1 / 7                                                  |
| Finlandia       | Partido de los Finlandeses                                                                | 39 / 200                                                     | 39 / 200                                    | 39 / 200                                    | 17,5%                                                  | -0,15%                                               | 2 / 14                                                 |
| Finlandia       | Primero el Pueblo Finlandés (SKE)                                                         | 0 / 200                                                      | 0 / 200                                     | 0 / 200                                     | 0,1%                                                   | +0,1%                                                | 0 / 14                                                 |
| Finlandia       | Soldados de Odín                                                                          | Sin personería jurídica                                      | Sin personería jurídica                     | Sin personería jurídica                     | -                                                      | -                                                    | -                                                      |
| Francia         | Agrupación Nacional (RN)                                                                  | 88 / 577                                                     | 88 / 577                                    | 88 / 577                                    | 13,2%                                                  | -0,4%                                                | 19 / 79                                                |
| Francia         | Debout la France (DLF)                                                                    | 1 / 577                                                      | 1 / 577                                     | 1 / 577                                     | 1,2%                                                   | +0,6%                                                | 0 / 79                                                 |
| Francia         | Reconquista (R!)                                                                          | 0 / 577                                                      | 0 / 577                                     | 0 / 577                                     | 7.07%                                                  | no participó                                         | 4 / 79                                                 |
| Francia         | Comités Jeanne                                                                            | 0 / 577                                                      | 0 / 577                                     | 0 / 577                                     | no participó                                           | 0,0%                                                 | 0 / 79                                                 |
| Francia         | VIA, el Camino de la Gente (VIA)                                                          | 0 / 577                                                      | 0 / 577                                     | 0 / 577                                     | no participó                                           | 0,0%                                                 | 0 / 79                                                 |
| Francia         | Liga del Sur                                                                              | 0 / 577                                                      | 0 / 577                                     | 0 / 577                                     | no participó                                           | 0,0%                                                 | 0 / 79                                                 |
| Francia         | Movimiento por Francia (MPF)                                                              | 0 / 577                                                      | 0 / 577                                     | 0 / 577                                     | no participó                                           | 0,0%                                                 | 0 / 79                                                 |
| Francia         | Movimiento Nacional Republicano (MNR)                                                     | 0 / 577                                                      | 0 / 577                                     | 0 / 577                                     | no participó                                           | 0,0%                                                 | 0 / 79                                                 |
| Francia         | Centro Nacional de Independientes y Campesinos (CNI)                                      | 0 / 577                                                      | 0 / 577                                     | 0 / 577                                     | no participó                                           | 0,0%                                                 | 0 / 79                                                 |
| Francia         | Partido Nacionalista Francés (PNF)                                                        | Sin personería jurídica                                      | Sin personería jurídica                     | Sin personería jurídica                     | -                                                      | -                                                    | -                                                      |
| Grecia          | Solución Griega (EL)                                                                      | 10 / 300                                                     | 10 / 300                                    | 10 / 300                                    | 3,7%                                                   | -                                                    | 1 / 21                                                 |
| Grecia          | Amanecer Dorado (XA)                                                                      | 0 / 300                                                      | 0 / 300                                     | 0 / 300                                     | 2,93%                                                  | -4,07%                                               | 2 / 21                                                 |
| Grecia          | Concentración Popular Ortodoxa (LAOS)                                                     | 0 / 300                                                      | 0 / 300                                     | 0 / 300                                     | no participó                                           | no participó                                         | 0 / 21                                                 |
| Grecia          | Griegos por la Patria                                                                     | Nuevo                                                        | Nuevo                                       | Nuevo                                       | Nuevo                                                  | Nuevo                                                | Nuevo                                                  |
| Hungría         | Fidesz - Unión Cívica Húngara                                                             | 133/199                                                      | 133/199                                     | 133/199                                     | 48,51%                                                 | +14,5%                                               | 13 / 21                                                |
| Hungría         | Movimiento por una Hungría Mejor (JOBBIK)                                                 | 22 /199                                                      | 22 /199                                     | 22 /199                                     | 19,06%                                                 | -1,16%                                               | 1 / 21                                                 |
| Hungría         | Movimiento Nuestra Patria                                                                 | 9 /199                                                       | 9 /199                                      | 9 /199                                      | 5,88%                                                  | Nuevo                                                | 0 / 21                                                 |
| Irlanda         | Partido Nacional (NP)                                                                     | 0 / 160                                                      | 0 / 160                                     | 0 / 160                                     | 0,2%                                                   | -                                                    | 0 / 13                                                 |
| Islandia        | Frente Nacional de Islandia                                                               | 0 / 63                                                       | 0 / 63                                      | 0 / 63                                      | 0,16%                                                  | -                                                    | -                                                      |
| Italia          | Liga (LN)                                                                                 | 124 / 630                                                    | 124 / 630                                   | 124 / 630                                   | 17,6%                                                  | +13,3%                                               | 28 / 76                                                |
| Italia          | Hermanos de Italia (FDI)                                                                  | 33 / 630                                                     | 33 / 630                                    | 33 / 630                                    | 4,4 %                                                  | +2,4                                                 | 6 / 76                                                 |
| Italia          | Fuerza Nueva (FN)                                                                         | 0 / 630                                                      | 0 / 630                                     | 0 / 630                                     | -                                                      | -                                                    | 0 / 76                                                 |
| Italia          | Llama Tricolor (FT)                                                                       | 0 / 630                                                      | 0 / 630                                     | 0 / 630                                     | -                                                      | -                                                    | 0 / 76                                                 |
| Italia          | Movimiento Fascismo y Libertad (MFL)                                                      | 0 / 630                                                      | 0 / 630                                     | 0 / 630                                     | no participó                                           | 0,0%                                                 | 0 / 76                                                 |
| Italia          | Movimiento Idea Social (MIS)                                                              | 0 / 630                                                      | 0 / 630                                     | 0 / 630                                     | no participó                                           | 0,0%                                                 | 0 / 76                                                 |
| Italia          | Frente Nacional (FN)                                                                      | 0 / 630                                                      | 0 / 630                                     | 0 / 630                                     | no participó                                           | 0,0%                                                 | 0 / 76                                                 |
| Italia          | CasaPound (CPI)                                                                           | Sin personería jurídica                                      | Sin personería jurídica                     | Sin personería jurídica                     | -                                                      | -                                                    | -                                                      |
| Italia          | Gioventù Nazionale                                                                        | Sin personería jurídica                                      | Sin personería jurídica                     | Sin personería jurídica                     |                                                        | -                                                    | -                                                      |
| Italia          | Blocco Studentesco                                                                        | Sin personería jurídica                                      | Sin personería jurídica                     | Sin personería jurídica                     | -                                                      | -                                                    | -                                                      |
| Letonia         | Alianza Nacional (LNNK)                                                                   | 13 / 100                                                     | 13 / 100                                    | 13 / 100                                    | 11,0%                                                  | -5,5%                                                | 2 / 8                                                  |
| Luxemburgo      | Partido Alternativo de la Reforma Democrática (ADR)                                       | 4 / 60                                                       | 4 / 60                                      | 4 / 60                                      | 8,3%                                                   | +1,7%                                                | 0 / 6                                                  |
| Noruega         | Partido del Progreso (FrP)                                                                | 21 / 169                                                     | 21 / 169                                    | 21 / 169                                    | 11,6%                                                  | -3,6%                                                | -                                                      |
| Países Bajos    | Partido por la Libertad (PVV)                                                             | 17 / 150                                                     | 17 / 150                                    | 17 / 150                                    | 10,8%                                                  | -2,3%                                                | 1 / 29                                                 |
| Países Bajos    | Foro para la Democracia (FVD)                                                             | 8 / 150                                                      | 8 / 150                                     | 8 / 150                                     | 5,0%                                                   | +3,2%                                                | 3 / 29                                                 |
| Polonia         | Derecha Unida                                                                             | Coalición gobernante                                         | Coalición gobernante                        | Coalición gobernante                        | -                                                      | -                                                    | -                                                      |
| Polonia         | Ley y Justicia (PiS)                                                                      | 235 / 460                                                    | 235 / 460                                   | 235 / 460                                   | 43,6%                                                  | +6,0                                                 | 27 / 52                                                |
| Polonia         | Confederación de Libertad e Independencia                                                 | 11 / 460                                                     | 11 / 460                                    | 11 / 460                                    | 6,8%                                                   | -                                                    | 0 / 52                                                 |
| Polonia         | KORWiN                                                                                    | 5 / 460                                                      | 5 / 460                                     | 5 / 460                                     | 3,26%                                                  | -                                                    | 0 / 52                                                 |
| Polonia         | Restauración Nacional Polaca (NOP)                                                        | 0 / 460                                                      | 0 / 460                                     | 0 / 460                                     | No participó                                           | No participó                                         | 0 / 52                                                 |
| Polonia         | Movimiento Nacional (RN)                                                                  | 0 / 460                                                      | 0 / 460                                     | 0 / 460                                     | No participó                                           | No participó                                         | 0 / 52                                                 |
| Polonia         | Campo Nacional Radical (ONR)                                                              | Sin personería jurídica                                      | Sin personería jurídica                     | Sin personería jurídica                     | -                                                      | -                                                    | -                                                      |
| Polonia         | Juventud de Toda Polonia                                                                  | Sin personería jurídica                                      | Sin personería jurídica                     | Sin personería jurídica                     | -                                                      | -                                                    | -                                                      |
| Portugal        | CHEGA! (CH)                                                                               | 12 / 230                                                     | 12 / 230                                    | 12 / 230                                    | 7,15%                                                  | +5,85%                                               | 0 / 21                                                 |
| Portugal        | Levántate (E)                                                                             | 0 / 230                                                      | 0 / 230                                     | 0 / 230                                     | 0,3%                                                   | -0,2%                                                | 0 / 21                                                 |
| Reino Unido     | Reform UK                                                                                 | 5 / 650                                                      | 5 / 650                                     | 5 / 650                                     | 14,29%                                                 | +12,28%                                              | -                                                      |
| Reino Unido     | Partido de la Independencia del Reino Unido (UKIP)                                        | 0 / 650                                                      | 0 / 650                                     | 0 / 650                                     | 1,8%                                                   | -10,8%                                               | -                                                      |
| Reino Unido     | Partido Nacional Británico (BNP)                                                          | 0 / 650                                                      | 0 / 650                                     | 0 / 650                                     | 0.0%                                                   | +0,0                                                 | -                                                      |
| Reino Unido     | Frente Nacional (NF)                                                                      | 0 / 650                                                      | 0 / 650                                     | 0 / 650                                     | 0.0%                                                   | +0,0                                                 | -                                                      |
| Reino Unido     | Asociación en Defensa del Úlster (UDA)                                                    | Sin personería jurídica                                      | Sin personería jurídica                     | Sin personería jurídica                     | -                                                      | -                                                    | -                                                      |
| Reino Unido     | Orden de los Nueve Ángulos (ONA)                                                          | Sin personería jurídica                                      | Sin personería jurídica                     | Sin personería jurídica                     | -                                                      | -                                                    | -                                                      |
| Reino Unido     | Defensores de la Mano Roja (RHD)                                                          | Sin personería jurídica                                      | Sin personería jurídica                     | Sin personería jurídica                     | -                                                      | -                                                    | -                                                      |
| Reino Unido     | Pegida UK                                                                                 | Sin personería jurídica                                      | Sin personería jurídica                     | Sin personería jurídica                     | -                                                      | -                                                    | -                                                      |
| Reino Unido     | English Defence League (EDL)                                                              | Sin personería jurídica                                      | Sin personería jurídica                     | Sin personería jurídica                     | -                                                      | -                                                    | -                                                      |
| Reino Unido     | Britain First                                                                             | Sin personería jurídica                                      | Sin personería jurídica                     | Sin personería jurídica                     | -                                                      | -                                                    | -                                                      |
| Reino Unido     | Combat 18 (C-18/318)                                                                      | Sin personería jurídica                                      | Sin personería jurídica                     | Sin personería jurídica                     | -                                                      | -                                                    | -                                                      |
| Reino Unido     | Blood & Honour                                                                            | Sin personería jurídica                                      | Sin personería jurídica                     | Sin personería jurídica                     | -                                                      | -                                                    | -                                                      |
| Reino Unido     | Acción Nacional                                                                           | Sin personería jurídica                                      | Sin personería jurídica                     | Sin personería jurídica                     | -                                                      | -                                                    | -                                                      |
| Reino Unido     | League of Saint George                                                                    | Sin personería jurídica                                      | Sin personería jurídica                     | Sin personería jurídica                     | -                                                      | -                                                    | -                                                      |
| Rumania         | Alianza para la Unión de los Rumanos (AUR)                                                | 33 / 330                                                     | 33 / 330                                    | 33 / 330                                    | 9,1%                                                   | -                                                    | 0 / 33                                                 |
| Rumania         | Partido Rumanía Unida (PRU)                                                               | 0 / 330                                                      | 0 / 330                                     | 0 / 330                                     | 2,95%                                                  | No participó                                         | 0 / 33                                                 |
| Rumania         | Partido de la Gran Rumanía (PRM)                                                          | 0 / 330                                                      | 0 / 330                                     | 0 / 330                                     | 0,5%                                                   | -0,5%                                                | 0 / 33                                                 |
| Rumania         | Nueva Derecha (ND)                                                                        | 0 / 330                                                      | 0 / 330                                     | 0 / 330                                     | 0,1%                                                   | -                                                    | 0 / 33                                                 |
| Rumania         | Bloque de identidad nacional en Europa (BINE)                                             | 0 / 330                                                      | 0 / 330                                     | 0 / 330                                     | 0,1%                                                   | -                                                    | 0 / 33                                                 |
| Rumania         | Partido de la Gran Rumanía (PRM)                                                          | 0 / 330                                                      | 0 / 330                                     | 0 / 330                                     | No participó                                           | -                                                    | 0 / 33                                                 |
| República Checa | Libertad y Democracia Directa (SPD)                                                       | 20 / 200                                                     | 20 / 200                                    | 20 / 200                                    | 9,56%                                                  | -1,08                                                | 2 / 21                                                 |
| Rusia           | Partido Liberal-Demócrata de Rusia (LDPR)                                                 | 21 / 450                                                     | 21 / 450                                    | 21 / 450                                    | 7,55%                                                  | -5,6%                                                | -                                                      |
| Rusia           | Rodina                                                                                    | 1 / 450                                                      | 1 / 450                                     | 1 / 450                                     | 0,80%                                                  | -0,70                                                | -                                                      |
| Rusia           | Unidad Nacional Rusa                                                                      | 0 / 450                                                      | 0 / 450                                     | 0 / 450                                     | No participó                                           | 0,0%                                                 | -                                                      |
| Rusia           | Partido Eurasia                                                                           | 0 / 450                                                      | 0 / 450                                     | 0 / 450                                     | No participó                                           | 0,0%                                                 | -                                                      |
| Rusia           | M.K.U.                                                                                    | Sin personería jurídica                                      | Sin personería jurídica                     | Sin personería jurídica                     | -                                                      | -                                                    | -                                                      |
| Serbia          | Partido Serbio de Patronos (SSZ)                                                          | 10 / 250                                                     | 10 / 250                                    | 10 / 250                                    | Sin información                                        | Sin información                                      | -                                                      |
| Serbia          | Partido Radical Serbio (SRS)                                                              | 0 / 250                                                      | 0 / 250                                     | 0 / 250                                     | 2,1%                                                   | -6,0                                                 | -                                                      |
| Suecia          | Demócratas de Suecia (SD)                                                                 | 62 / 349                                                     | 62 / 349                                    | 62 / 349                                    | 17,5%                                                  | +4,7%                                                | 3 / 21                                                 |
| Suecia          | Alternativa para Suecia (AfS)                                                             | 0 / 349                                                      | 0 / 349                                     | 0 / 349                                     | 0,31%                                                  | +0,31%                                               | 0 / 21                                                 |
| Suiza           | Partido Popular Suizo (SVP)                                                               | 53 / 200                                                     | 53 / 200                                    | 53 / 200                                    | 25,6%                                                  | -3,8%                                                | -                                                      |
| Ucrania         | Libertad                                                                                  | 1 / 450                                                      | 1 / 450                                     | 1 / 450                                     | 2,15%                                                  | -2,56%                                               | -                                                      |
| Ucrania         | Congreso de Nacionalistas Ucranianos (KUN)                                                | 0 / 450                                                      | 0 / 450                                     | 0 / 450                                     | 2,15%                                                  | +2,10%                                               | -                                                      |
| Ucrania         | Sector Derecho                                                                            | 0 / 240                                                      | 0 / 240                                     | 0 / 240                                     | 0,1%                                                   | -1,0%                                                | -                                                      |
| Ucrania         | Unión Nacional de Ucrania (UNU)                                                           | 0 / 240                                                      | 0 / 240                                     | 0 / 240                                     | No participó                                           | 0,0%                                                 | -                                                      |
| Ucrania         | Cuerpo Nacional                                                                           | 0 / 240                                                      | 0 / 240                                     | 0 / 240                                     | No participó                                           | 0,0%                                                 | -                                                      |
| Ucrania         | Asamblea Nacional de Ucrania - Autodefensa de Ucrania (UNA-UNSO)                          | Sin personería jurídica                                      | Sin personería jurídica                     | Sin personería jurídica                     | -                                                      | -                                                    | -                                                      |
| Ucrania         | Batallón Azov                                                                             | Sin personería jurídica                                      | Sin personería jurídica                     | Sin personería jurídica                     | -                                                      | -                                                    | -                                                      |
| Ucrania         | Batallón Dombás                                                                           | Sin personería jurídica                                      | Sin personería jurídica                     | Sin personería jurídica                     | -                                                      | -                                                    | -                                                      |

Organizaciones transnacionales:
- Movimiento de Resistencia Nórdico (Escandinavia)[211]

#### Unión Europea
En el Parlamento Europeo estos partidos suelen asociarse entre ellos y con otros partidos de iguales características en función de su carácter euroescéptico, nacionalista y conservador. El primer grupo oficial de la ultraderecha que se formó en el Europarlamento fue el Grupo de las Derechas Europeas (1984-1989) del que formaban parte el Movimiento Social Italiano (MSI), el Frente Nacional (FN) y la Unión Política Nacional griega. Le sucedió el Grupo Técnico de las Derechas Europeas (1989-1994) integrado por el FN, Los Republicanos de Alemania y el Vlaams Belang (VB) flamenco.  Después se formaron la Unión por la Europa de las Naciones (1999-2009), el Grupo por la Europa de las Democracias y de las Diferencias (1999-2004), Independencia y Democracia (2004-2009), Identidad, Tradición, Soberanía (2007), Europa de la Libertad y la Democracia (2009-2019) y la Europa de las Naciones y de las Libertades (2014-2019). Luego, como partido político europeo que agrupa a algunos de ellos están el EuroNat (fundado por Jean-Marie Le Pen en 1997) y la Alianza Europea de Movimientos Nacionales.
Tras las elecciones al Parlamento Europeo de 2019, Liga, Agrupación Nacional (antiguo FN), Alternativa por Alemania, Partido Popular Danés (DF), FPÖ, Vlaams Belang, Libertad y Democracia Directa, EKRE, Partido de los Finlandeses y Partido por la Libertad (PvV) formaron el partido político europeo, Partido Identidad y Democracia que formaría el grupo parlamentario Identidad y Democracia, ID, (sucesor del grupo Europa de las Naciones y las Libertades), mientras que el PiS, Foro para la Democracia (FvD), Demócratas de Suecia, Vox, Organización Revolucionaria Interna de Macedonia – Movimiento Nacional Búlgaro, Solución Griega, Hermanos de Italia y Alianza Nacional se integraron en el Partido de los Conservadores y Reformistas Europeos, formando el grupo parlamentario Grupo de los Conservadores y Reformistas Europeos (ECR). Los partidos de extrema derecha Amanecer Dorado, Jobbik y Kotleba - Partido Popular Nuestra Eslovaquia decidieron quedarse en el grupo de los «no adscritos».
En julio de 2021, los partidos integrantes de ID, ECR, y el Fidesz húngaro que acaba de abandonar el Grupo del Partido Popular Europeo, firmaron una declaración conjunta en la que afirmaban su «compromiso en defensa de una Europa respetuosa con la soberanía, la libertad y las tradiciones de los Estados miembros». La declaración serviría como «base para un trabajo común cultural y político, respetando el papel de los actuales grupos políticos». La primera cumbre de «las fuerzas patrióticas y conservadoras de Europa» tuvo lugar a principios de diciembre de 2021 en Varsovia bajo los auspicios del PiS, partido de ultraderecha gobernante en Polonia. Allí acordaron «la alineación de nuestros votos en temas comunes relativos a la protección de la soberanía de los Estados miembros».
La siguiente cumbre tuvo lugar el 29 de enero de 2022 en Madrid y en la misma, como había sucedido en Varsovia, tampoco se llegó a alcanzar un acuerdo para crear un único grupo en el Parlamento Europeo, pero en el comunicado final se dio un paso adelante al afirmar el propósito de «crear una oficina de coordinación como una forma de una cooperación más fuerte entre las formaciones políticas presentes..., con el objetivo de aunar fuerzas y voto en el Parlamento Europeo». El primer ministro polaco Mateusz Morawiecki (del PiS) declaró: «Uno de los asuntos [que hemos tratado] fue acercarnos a un grupo más fuerte dentro del Parlamento Europeo, pero ahora lo importante es trabajar en los valores y el resto de movimientos ya vendrán después».
En la cumbre de Madrid el posible acuerdo entre los partidos de la ultraderecha europea se vio dificultado por las diferentes posturas sobre la crisis ruso-ucraniana de 2021-2022, aunque al final el atlantista primer ministro polaco Morawiecki logró arrancar un acuerdo de mínimos que decía: «Las acciones militares de Rusia en la frontera oriental de Europa nos han conducido al borde de una guerra». Por su parte el prorruso primer ministro de Hungría Viktor Orbán (de Fidesz) se limitó a declarar a la prensa que pedía «desescalada y negociación» pero sin señalar a Rusia como responsable del aumento de la tensión internacional (se trata de «una cuestión militar muy complicada que nadie conoce exactamente», dijo), como sí había hecho Morawiecki («Tenemos un acuerdo en este asunto. Rusia está amenazando a Ucrania y por eso estamos discutiendo este asunto profundamente. Somos conscientes de los riesgos. La integridad de Ucrania debe ser respetada», dijo). En lo que sí estuvieron totalmente de acuerdo los partidos presentes fue en criticar a la Unión Europea por la «ineficacia» de su diplomacia, además de acusarla de querer convertirse en un «megaestado ideologizado», que «desprecia la identidad y la soberanía nacional», se aleja «de los ideales europeos cristianos sobre los que se fundó» y pone en riesgo «la supervivencia de la propia civilización occidental». En su lugar proponían que «cada nación debería tener una voz fuerte y solidaria para preservar la paz, la integridad territorial y la inviolabilidad de las fronteras de las naciones europeas» y «la primacía de las constituciones nacionales sobre el derecho de la Unión Europea». Además denunciaron «los ataques motivados políticamente desde Bruselas contra Polonia y Hungría, los cuales demuestran un total desprecio a los principios básicos de la UE y violan el espíritu de los Tratados».
El anfitrión de la cumbre de Madrid, el líder de Vox Santiago Abascal (que evitó pronunciarse sobre la crisis ruso-ucraniana), declaró que «todos los políticos que nos reunimos en Madrid tenemos grandes coincidencias en el diagnóstico de los desafíos de Europa y voluntad de colaboración para construir una Unión Europea fuerte de naciones soberanas que colaboren libremente». Además Abascal hizo un llamamiento a «aprovechar la oportunidad» para «desenmascarar» el «pacto» «entre la extrema izquierda y la élite globalista». En la reunión de Madrid participaron además de Orbán y Morawiecki, Marine Le Pen (Francia) y otros líderes de ultraderecha de Austria, Bélgica, Bulgaria, Estonia, Lituania, Países Bajos y Rumanía. Matteo Salvini, líder de la Liga, y Giorgia Meloni, de Hermanos de Italia, no acudieron a Madrid a causa de la elección del presidente de la República de Italia que estaba teniendo lugar en Roma. Tampoco asistió ningún dirigente de Alternativa por Alemania. La siguiente cumbre estaba previsto celebrarla en Budapest.

#### Reino Unido

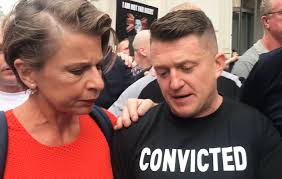
Tommy Robinson, activista británico.

En el Reino Unido Tommy Robinson ha sido un activista contrario a la inmigración musulmana. Ha recibido el apoyo de Elon Musk, pero no el de Nigel Farage, lo que desató pugnas entre Musk y Farage e internas en Reform UK tras el apoyo del parlamentario Rupert Lowe a Robinson, lo que le costó su expulsión.

### América

#### Costa Rica
Como en otros países, el fenómeno del surgimiento de la ultraderecha y de movimientos que claman ser nacionalistas e irredentistas apareció en Costa Rica. Distintos movimientos asociados con ideas de extrema derecha y opuestos a la inmigración (especialmente a la nicaragüense) proliferaron en los últimos años. 
En 2018 una oleada de noticias falsas difundidas por páginas de la red Facebook de inclinación ultraderechista han sido señaladas como responsables por instigar odios y acrecentar la xenofobia. Las páginas difundieron falsamente que grupos de nicaragüenses habían quemado la bandera costarricense (cuando se trataba de anarquistas costarricenses en una manifestación muchos años atrás) y que habían "tomado" el parque La Merced en San José (conocido lugar de reunión de inmigrantes) cuando en realidad se había izado temporalmente una bandera nicaragüense para recolectar víveres para refugiados.
Una marcha contra los migrantes nicaragüenses se realizó el 19 de agosto de 2018 en la que participaron grupos neonazis y barras bravas. Aunque no todos los participantes estaban vinculados a estos grupos, la protesta se tornó violenta y la Fuerza Pública intervino con un saldo de 44 arrestados, 36 costarricenses y el resto nicaragüenses.
En 2019 páginas de la red social Facebook como Diputado 58, Resistencia Costarricense y Salvación Costa Rica descritas como «ultranacionalistas» y radicalmente opuestos a la inmigración convocaron a una manifestación antigobierno el 1 de mayo, con escasa asistencia.
En 2019 surge a la luz pública una agrupación paramilitar que se autodenomina Frente Patriota 7 de Julio y que hace un llamado mediante un video cuyos participantes utilizaban máscaras y ropa de fatiga, para realizar un golpe de Estado violento que depusiera al gobierno. El excandidato presidencial Juan Diego Castro acusó al gobierno de estar detrás del video y de ser un montaje, aunque esto resultó ser falso cuando las autoridades judiciales descubrieron a los responsables.
La agrupación fue rápidamente identificada por las autoridades policiales y su dirigencia fue arrestada pocos días después del incidente. Los cabecillas al parecer tenían vínculos con la extrema derecha ultrareligiosa y el antiguo Comando Cobra que realizó actividades violentas contra indígenas en los años 90.

#### Estados Unidos

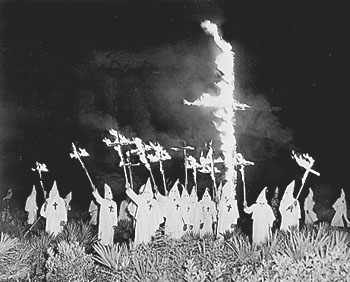
Típica ceremonia del Ku Klux Klan (1922).

En Estados Unidos nació una organización de ultraderecha anterior a la aparición de los fascismos en Europa: el Ku Klux Klan (KKK). Fue fundado tras la guerra civil (1861-1865) por militares confederados para sembrar el terror entre los esclavos negros que acaban de ser liberados y también entre los yanquis instalados en el Sur (denominados despectivamente como “carpetbaggers”). En las primeras décadas del siglo XX surgió un segundo KKK que se extendió a algunos estados del norte y que dejó de tener como objetivo a los “yanquis” para pasar a arremeter contra la inmigración católica, además de seguir manteniendo como objetivo principal a los afroamericanos (y a los judíos). El tercer KKK, que es el que existe en la actualidad, surgió como reacción al movimiento por los derechos civiles en Estados Unidos de la década de 1960, y continuó siendo profundamente racista (blanco) y antisemita, identificándose así cada vez más con las formaciones neonazis.
Tras la Segunda Guerra Mundial surgió un populismo de derecha que estuvo representado por la John Birch Society, el senador Joseph McCarthy y los candidatos a la presidencia Barry Goldwater y el racista George Wallace, este último al frente del Partido Independiente Americano con conexiones con el Ku Klux Klan (KKK) y el Citizens' Council.
A finales del siglo XX y durante el siglo XXI aparecieron diversos think tanks de ultraderecha, como el islamófobo Gatestone Institute de John Bolton, la American Renaissance de Jared Taylor o el National Policy Institute de Richard B. Spencer (estas dos últimas organizaciones ligadas a la alt-right), y también organizaciones mediáticas como los sitios web Stormfront (neonazi), Breitbart News (de derecha radical), The Daily Stormer (neonazi), InfoWars (conspirativa), y VDARE (supremacista blanca). En cuanto a los movimientos de ultraderecha destaca el movimiento identitario, en conexión con la alt-right, y, en cuanto a las subculturas de ultraderecha, la derecha alternativa (alt-right), impulsada por Richard B. Spencer, y que se concentra casi exclusivamente en el entorno digital (compartiendo ideas con la «manosfera»), aunque también convoca manifestaciones como la manifestación Unite the Right (Charlottesville, 11 al 12 de agosto de 2017) que desembocó en disturbios violentos y el asesinato de un contramanifestante.

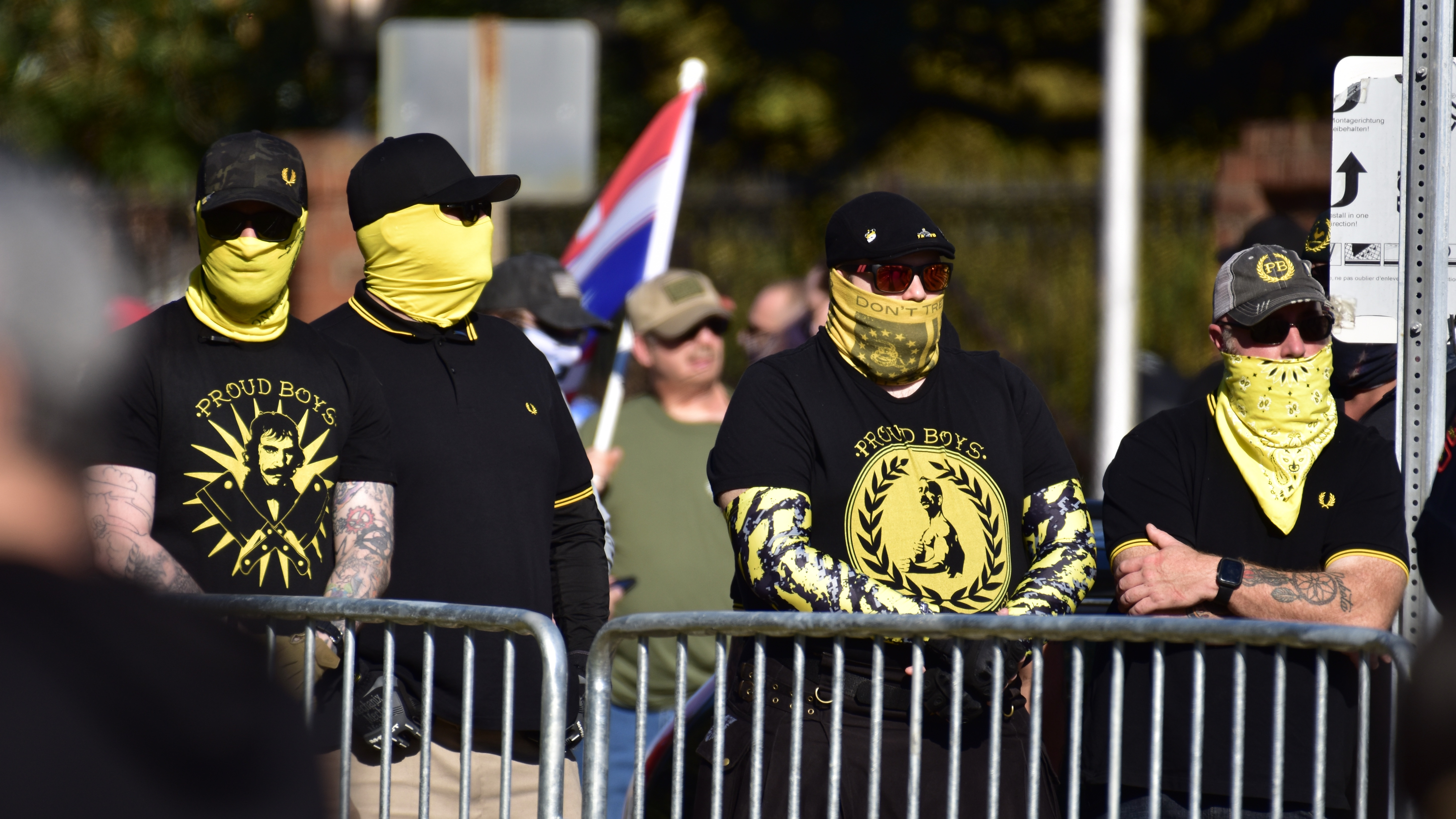
Miembros de los Proud Boys (noviembre de 2020).

La derecha radical populista llegó al poder en 2017 con la elección de Donald Trump como nuevo presidente. Esto se evidenció desde el primer momento. En su discurso inaugural que, según Cas Mudde, «rezumaba la ira y la frustración típicas del discurso político antisistema, pero proyectadas desde el núcleo de las instituciones del sistema», Trump dijo lo siguiente:

Durante demasiado tiempo, un grupo reducido de gente en la capital de nuestra nación ha acaparado los beneficios del Estado, mientras el pueblo soportaba su coste. […] Todo esto va a cambiar desde ya, desde aquí mismo, porque este momento es vuestro momento: os pertenece

Durante la presidencia de Donald Trump (2017-2021) el ultraderechista movimiento de milicias, dejó de tener una marcada orientación antigobierno federal para pasar a apoyar al nuevo presidente, como los Oath Keepers o los Three Percenters. Sin embargo, los sovereing citizens (‘ciudadanos soberanos’), que también habían protagonizado incidentes violentos con armas de fuego, mantuvieron la actitud antigobierno federal. Estos grupos "trumpistas", entre los que se encontraban los Proud Boys, fueron los que protagonizaron el Asalto al Capitolio de los Estados Unidos de 2021, intentando impedir que fuera proclamado como nuevo presidente el demócrata Joe Biden.

#### Latinoamérica
En el contexto de la Guerra Fría, distintas guerras civiles entre fuerzas guerrilleras de izquierda y paramilitares de derecha ensangrentaron la región. Distintos regímenes autoritarios tradicionalmente considerados como de extrema derecha dominaron, a menudo en forma de dictaduras, distintas naciones de Centro y Sudamérica. 

##### Grupos políticos y paramilitares históricos
- Argentina: Alianza Anticomunista Argentina, Frente Nacional Socialista Argentino, Liga Patriótica Argentina, Movimiento Nacionalista Tacuara, Unión de Estudiantes Nacionalistas Secundarios, Partido Popular de la Reconstrucción, Partido Nuevo Triunfo
- Brasil: Partido de la Reconstrucción del Orden Nacional[233]
- Chile: Frente Nacionalista Patria y Libertad, Avanzada Nacional, Comando Rolando Matus
- Colombia: Autodefensas Unidas de Colombia, Alianza Americana Anticomunista, Muerte a Secuestradores
- Costa Rica: Movimiento Costa Rica Libre
- Cuba: Alpha 66, Omega 7
- Ecuador: Acción Revolucionaria Nacionalista Ecuatoriana, Corporación Cultural Cóndor
- El Salvador: Escuadrones de la Muerte
- Guatemala: Movimiento de Liberación Nacional
- Honduras: Batallón 3-16
- México: Partido Fuerza Popular, Partido Demócrata Mexicano[234]
- Nicaragua: Contras
- Perú: La Resistencia, Movimiento Nacional Socialista Despierta Perú (2000-2009), Unión Revolucionaria, Fuerza Popular (facciones), ANTAURO (facciones).
- Uruguay: Escuadrones de la Muerte, Unión Patriótica, Partido Alianza Oriental (1994), Partido Unión por el Cambio (2014)

Entre otros no listados aquí. La mayoría de estos grupos están disueltos o inactivos.

##### Partidos, movimientos u organizaciones actuales
| País                               | Partido                                                           | Parlamentarios nacionales respecto al total | Porcentaje de votos     | Evolución porcentual respecto a la anterior elección |
| ---------------------------------- | ----------------------------------------------------------------- | ------------------------------------------- | ----------------------- | ---------------------------------------------------- |
| Argentina                          | La Libertad Avanza (LLA)                                          | 39 / 257                                    | 27.90 %                 | +22.35                                               |
| Argentina                          | Partido Libertario (PL)                                           | 4 / 257                                     | -                       | -                                                    |
| Argentina                          | Unión Republicana (UR)                                            | 2 / 257                                     | -                       | -                                                    |
| Argentina                          | Partido Popular                                                   | -                                           | -                       | -                                                    |
| Argentina                          | Dignidad Popular                                                  | -                                           | -                       | -                                                    |
| Argentina                          | Ahora Patria                                                      | 1 / 257                                     | 39.77 %                 | -                                                    |
| Argentina                          | Fuerza Republicana (FR)                                           | 1 / 257                                     | 30.34 %                 | +19.87                                               |
| Argentina                          | Avanza Libertad (AL)                                              | 1 / 257                                     | No participó            | -                                                    |
| Argentina                          | Frente Patriota Federal (FPF)                                     | 0 / 257                                     | No participó            | -                                                    |
| Argentina                          | Frente Patriótico Laborista                                       | 0 / 257                                     | No participó            | -                                                    |
| Argentina                          | NOS                                                               | Sin personería jurídica                     | -                       | -                                                    |
| Argentina                          | Jóvenes Republicanos (JRep)                                       | Sin personería jurídica                     | -                       | -                                                    |
| Bolivia                            | Creemos                                                           | 16 / 130                                    | 13.97 %                 | Nuevo                                                |
| Bolivia                            | Falange Socialista Boliviana (FSB)                                | 0 / 257                                     | No participó            | No participó                                         |
| Bolivia                            | Partido Demócrata Cristiano de Bolivia                            | 0 / 257                                     | No participó            | No participó                                         |
| Bolivia                            | Primero el Beni                                                   | 0 / 257                                     | No participó            | No participó                                         |
| Bolivia                            | Unión Juvenil Cruceñista (UJC)                                    | Sin personería jurídica                     | -                       | -                                                    |
| Brasil                             | Partido Liberal (PL)                                              | 78 / 513                                    | 8.81%                   | +1,75%                                               |
| Brasil                             | Partido Laborista Brasileño (PTB)                                 | 11 / 513                                    | 2.1 %                   | -1,9%                                                |
| Brasil                             | Partido Social Cristiano (PSC)                                    | 6 / 513                                     | 1.5 %                   | -                                                    |
| Brasil                             | Patriota (PATRI)                                                  | 5 / 513                                     | 1.5 %                   | +0,8%                                                |
| Brasil                             | Partido Renovador Laborista Brasileño (PRTB)                      | 0 / 513                                     | 0.7 %                   | +0,2%                                                |
| Brasil                             | Alianza por Brasil (APB)                                          | Nuevo                                       | Nuevo                   | Nuevo                                                |
| Brasil                             | Tradición, Familia y Propiedad (TFP)                              | Sin personería jurídica                     | Sin personería jurídica | Sin personería jurídica                              |
| Brasil                             | Escola sem Partido                                                | Sin personería jurídica                     | Sin personería jurídica | Sin personería jurídica                              |
| Brasil                             | Carecas do ABC                                                    | Sin personería jurídica                     | Sin personería jurídica | Sin personería jurídica                              |
| Chile                              | Partido Republicano de Chile (PRCh)                               | 13 / 155                                    | 11.18%                  | Nuevo                                                |
| Chile                              | Partido Nacional Libertario (PNL)                                 | 6 / 155                                     | Nuevo                   | Nuevo                                                |
| Chile                              | Partido Social Cristiano (PSC)                                    | 5 / 155                                     | Nuevo                   | Nuevo                                                |
| Chile                              | Movimiento Social Patriota (MSP)                                  | Sin personería jurídica                     | -                       | -                                                    |
| Chile                              | Asociación para la Paz y la Reconciliación en La Araucanía (APRA) | Sin personería jurídica                     | -                       | -                                                    |
| Chile                              | Movimiento Gremial de la Universidad Católica (MG-UC)             | Sin personería jurídica                     | -                       | -                                                    |
| Fuerza Nacional-Identitaria (FN-I) | Sin personería jurídica                                           | -                                           | -                       |                                                      |
| Colombia                           | Centro Democrático (CD)                                           | 32/172                                      | 18.57%                  | +2.30                                                |
| Colombia                           | Liga de Gobernantes Anticorrupción (LIGA)                         | 3/172                                       | 1.04 %                  | -                                                    |
| Colombia                           | Colombia Justa y Libres (CJL)                                     | 1/172                                       | 2.81%                   | Nuevo                                                |
| Ecuador                            | Libres, alianza por la libertad                                   | Nuevo                                       | Nuevo                   | No participó                                         |
| Costa Rica                         | Nueva República (PNR)                                             | Nuevo                                       | Nuevo                   | Nuevo                                                |
| Costa Rica                         | Restauración Nacional (PRN)                                       | 14 / 57                                     | 18.11%                  | +14.01                                               |
| Costa Rica                         | Frente Patriota 7 de Julio                                        | Sin personería jurídica                     | -                       | -                                                    |
| Guatemala                          | Visión con Valores (VIVA)                                         | 7 / 160                                     | 4.70%                   | +1.00                                                |
| Guatemala                          | Todos                                                             | 7 / 160                                     | 4.93%                   | -4.85                                                |
| Guatemala                          | Victoria                                                          | 4 / 160                                     | 2.52%                   | Nuevo                                                |
| Guatemala                          | Frente de Convergencia Nacional (FCN-Nación)                      | 3 / 160                                     | 2.93%                   | Nuevo                                                |
| Guatemala                          | Valor                                                             | 9 / 160                                     | 5.08%                   | Nuevo                                                |
| Haití                              | Partido Unidad Nacional (PUN)                                     | 0 / 119                                     | No participó            | No participó                                         |
| Honduras                           | Partido Nacional de Honduras (PNH)                                | 61/128                                      | 47.66%                  | +14.02                                               |
| México                             | Organización Nacional del Yunque (El Yunque)                      | Sin personería jurídica                     | -                       | -                                                    |
| México                             | Frente Nacionalista de México                                     | Sin personería jurídica                     | -                       | -                                                    |
| México                             | Unión Nacional Sinarquista (UNS)                                  | Sin personería jurídica                     | -                       | -                                                    |
| México                             | Asociación Católica de la Juventud Mexicana (ACJM)                | Sin personería jurídica                     | -                       | -                                                    |
| México                             | Unión Nacional de Padres de Familia (UNPF)                        | Sin personería jurídica                     | -                       | -                                                    |
| Paraguay                           | Asociación Nacional Republicana (ANR)                             | 48 / 80                                     | 43.95%                  | +4,85                                                |
| Paraguay                           | Partido Cruzada Nacional (PCN)                                    | 4 / 80                                      | 8.25%                   | +6,84                                                |
| Paraguay                           | Unión Nacional de Ciudadanos Éticos (UNACE)                       | 0 / 80                                      | 2.77 %                  | -3.81                                                |
| Perú                               | Fuerza Popular (FP)                                               | 24 / 130                                    | 11.49%                  | +4.25                                                |
| Perú                               | Renovación Popular (R)                                            | 13 / 130                                    | 9.08%                   | Nuevo                                                |
| Uruguay                            | Cabildo Abierto (CA)                                              | 11 / 99                                     | 11.04 %                 | Nuevo                                                |
| Venezuela                          | Rumbo Libertad (RL)                                               | Sin personería jurídica                     | -                       | -                                                    |
| Venezuela                          | Rumbo Propio (RP)                                                 | Sin personería jurídica                     | -                       | -                                                    |

En México, los inicios de la ultraderecha se remontan a principios del siglo XX, con la fundación del Partido Católico en 1911 y, posteriormente, con el movimiento cristero —auspiciado por la Iglesia católica y compañías petroleras extranjeras— que daría origen a Acción Católica Mexicana, La Legión y La Base. De esta última surgirían el Partido de Acción Nacional (1939) en su vertiente más moderada, y la extremista —fascista en sus inicios— Unión Nacional Sinarquista (UNS, 1937), esta última de ideología anticomunista, antiliberal, ultranacionalista y religiosa fundamentalista y, a su vez, muy influenciada por el nazismo. La UNS organizó tres partidos políticos: Partido Fuerza Popular (1946-1949), Partido Nacionalista de México (1951-1964) y Partido Demócrata Mexicano (1975-1997).

##### Líderes contemporáneos
Si bien la extrema derecha se agrupa en distintas organizaciones y partidos políticos, históricamente quienes han movido grandes masas y corrientes políticas han sido líderes carismáticos que representaron ideas populistas y autoritarias. Aunque estos líderes de extrema derecha a menudo reniegan de esta calificación puesto que se la considera peyorativa, por lo que debe tenerse en cuenta que la mención de estos está sujeta a debate. Actualmente algunos de estos líderes son las siguientes:  
- En Argentina, hoy en día quien representa al sector de ultraderecha es el presidente Javier Milei, seguidor de la escuela austríaca de economía y líder de La Libertad Avanza.[296][297] También destacan otros líderes marginales como el conservador Juan José Gómez Centurión, el ultranacionalista y neonazi Alejandro Biondini[298] o el periodista Santiago Cúneo.[299][300][301][302][303]
- En Brasil, el expresidente Jair Bolsonaro sigue siendo uno de los líderes más importantes de la extrema derecha en la región.[304][305][306][307]
- En Bolivia está el gobernador de Santa Cruz, Luis Fernando Camacho.[308] Como también fue acusada en su momento de extrema derecha a la ex presidenta Jeanine Áñez del Movimiento Demócrata Social[309]
- En Chile, destaca el nacional libertario Johannes Kaiser[310] y el republicano José Antonio Kast.
- En Colombia hoy en día quien se perfila como líder de la derecha extrema es la senadora María Fernanda Cabal.[311] Anteriormente el expresidente Iván Duque del Centro Democrático fue asociado a menudo con este término, aunque está puesto en debate.[312][313][314][315][316]
- En Costa Rica han sido acusados de extrema derecha el Movimiento Libertario de Otto Guevara[317][318] y Fabricio Alvarado de Nueva República.[319][320][321]
- En El Salvador, se destaca el actual presidente Nayib Bukele.[322][323][324][325]
- En Paraguay, se destaca el exsenador Paraguayo Cubas y su Partido Cruzada Nacional,[326][327] aunque se afirma que el gabinete del presidente Santiago Peña del Partido Colorado es de extrema derecha.[328]

### Asia
El continente asiático ha visto un resurgir de movimientos de ultraderecha en las últimas décadas mayormente de corte ultranacionalista. La siguiente tabla muestra a diversos partidos considerados de ultraderecha en Asia.
| País               | Partido                                                    | Parlamentarios nacionales respecto al total | Porcentaje de votos | Evolución porcentual respecto a la anterior elección |
| ------------------ | ---------------------------------------------------------- | ------------------------------------------- | ------------------- | ---------------------------------------------------- |
| Bangladés          | Bangladesh Jamaat-e-Islami (Jamaat)                        | 0 / 300                                     | —                   | —                                                    |
| Birmania           | Partido de la Unión, la Solidaridad y el Desarrollo (USDP) | 26 / 440                                    | —                   | —                                                    |
| Filipinas          | Movimiento Nueva Sociedad (KBL)                            | 0 / 304                                     | 0,08 %              | -0,45                                                |
| Israel             | Partido Sionista Religioso                                 | 7 / 120                                     | 5,11%               | —                                                    |
| Israel             | Nueva Derecha                                              | 7 / 120                                     | —                   | —                                                    |
| Israel             | Yamina                                                     | 7 / 120                                     | 6,2%                | 0.9%                                                 |
| Israel             | Noam                                                       | 1 / 120                                     | En coalición        | —                                                    |
| Israel             | Otsmá Yehudit                                              | 1 / 120                                     | En coalición        | —                                                    |
| Israel             | La Casa Judía                                              | 0 / 120                                     | No participó        | —                                                    |
| Israel             | Lehava                                                     | Sin personería jurídica                     | -                   | -                                                    |
| India              | Partido Popular Indio (BJP)                                | 301 / 543                                   | 37.46 %             | 6.12 %                                               |
| India              | Shiv Sena                                                  | 19 / 543                                    | 2.09 %              | 0.24 %                                               |
| India              | Rastriya Swayamsevak Sangh (RSS)                           | Sin personería jurídica                     | -                   | -                                                    |
| Japón              | Partido de la Esperanza (Kibō no Tō)                       | 1 / 465                                     | 17.36 %             | Nuevo                                                |
| Japón              | Partido de la Realización de la Felicidad                  | 0 / 465                                     | No participó        | -0,52                                                |
| Japón              | Uyoku dantai                                               | Sin personería jurídica                     | -                   | -                                                    |
| Japón              | Nippon Kaigi                                               | Sin personería jurídica                     | -                   | -                                                    |
| Japón              | Partido Nacionalsocialista Obrero Japonés                  | Sin personería jurídica                     | -                   | -                                                    |
| Malasia            | Partido Islámico de Malasia (PAS)                          | 18 / 222                                    | 18 / 222            | 18 / 222                                             |
| Mongolia           | Tsagaan Khas                                               | Sin personería jurídica                     | -                   | -                                                    |
| Líbano             | Guardianes de los Cedros                                   | Sin personería jurídica                     | -                   | -                                                    |
| Pakistán           | Muttahida Majlis-e-Amal (MMA)                              | 15 / 342                                    | 4.85%               | No participó                                         |
| Pakistán           | Jamiat Ulema-e-Islam (F) (JUIF)                            | 15 / 342                                    | 4.9%                | 1.7%                                                 |
| Pakistán           | Jamaat-e-Islami (JI)                                       | Sin personería jurídica                     | -                   | -                                                    |
| Pakistán           | Lashkar-e-Toiba                                            | Sin personería jurídica                     | -                   | -                                                    |
| Pakistán           | Tehreek-e-Nafaz-e-Shariat-e-Mohammadi (TNSM)               | Sin personería jurídica                     | -                   | -                                                    |
| República de China | Partido Nuevo (NP)                                         | 0 / 113                                     | —                   | —                                                    |
| República de China | Asociación Nacional Socialismo (NSA)                       | Sin personería jurídica                     | -                   | -                                                    |
| Tailandia          | Partido Palang Pracharat                                   | 116 / 500                                   | —                   | —                                                    |
| Tailandia          | Alianza Popular por la Democracia                          | Sin personería jurídica                     | -                   | -                                                    |
| Tayikistán         | Partido del Renacimiento Islámico de Tayikistán            | Sin personería jurídica                     | -                   | -                                                    |
| Turquía            | Partido de la Justicia y el Desarrollo (APK)               | 285 / 600                                   | 42.56 %             | -6.94 %                                              |
| Turquía            | Partido de Acción Nacionalista (MHP)                       | 48 / 600                                    | 11.10 %             | -0.08 %                                              |
| Turquía            | Lobos Grises (Bozkurtlar)                                  | Sin personería jurídica                     | -                   | -                                                    |

### África
| País      | Partido                                   | Parlamentarios nacionales respecto al total | Porcentaje de votos     | Evolución porcentual respecto a la anterior elección |
| --------- | ----------------------------------------- | ------------------------------------------- | ----------------------- | ---------------------------------------------------- |
| Egipto    | Partido al-Nour                           | 7 / 596                                     | —                       | —                                                    |
| Sudáfrica | Partido Nacional Reconstituido (HNP)      | 0 / 400                                     | No participó            | —                                                    |
| Sudáfrica | Movimiento de Resistencia Afrikáner (AWB) | 0 / 400                                     | Sin personería jurídica | —                                                    |
| Sudáfrica | Komandokorps                              | 0 / 400                                     | Sin personería jurídica | —                                                    |

### Oceanía
| País          | Partido                               | Parlamentarios nacionales respecto al total | Porcentaje de votos | Evolución porcentual respecto a la anterior elección |
| ------------- | ------------------------------------- | ------------------------------------------- | ------------------- | ---------------------------------------------------- |
| Australia     | Partido Australiano de Katter (KAP)   | 1 / 151                                     | 0.49%               | −0.05%                                               |
| Australia     | Una Nación de Pauline Hanson (ONP)    | 0 / 151                                     | No participó        | —                                                    |
| Australia     | Antipodean Resistance (AR)            | Sin personería jurídica                     | -                   | -                                                    |
| Nueva Zelanda | Frente Nacional de Nueva Zelanda (NF) | Sin personería jurídica                     | -                   | -                                                    |